# Bambuseae
Bambuseae Kunth ex Dumort., 1829 è una tribù di piante spermatofite monocotiledoni appartenente alla famiglia delle Poacee (sottofamiglia Bambusoideae).

## Etimologia
Il nome della tribù deriva dal suo genere tipo Bambusa Schreb., 1789 la cui etimologia fa riferimento a un nome vernacolare malese.
Il nome scientifico della tribù è stato definito dal botanico tedesco Karl Sigismund Kunth (Lipsia, 18 giugno 1788 – Berlino, 22 marzo 1850) e dal botanico, naturalista e politico belga Barthélemy Charles Joseph Dumortier (Tournai, 3 aprile 1797 – 9 giugno 1878) nella pubblicazione Analyse des Familles de Plantes: avec l'indication des principaux genres qui s'y rattachent. Tournay (Anal. Fam. Pl. 63. 1829) del 1829.

## Descrizione

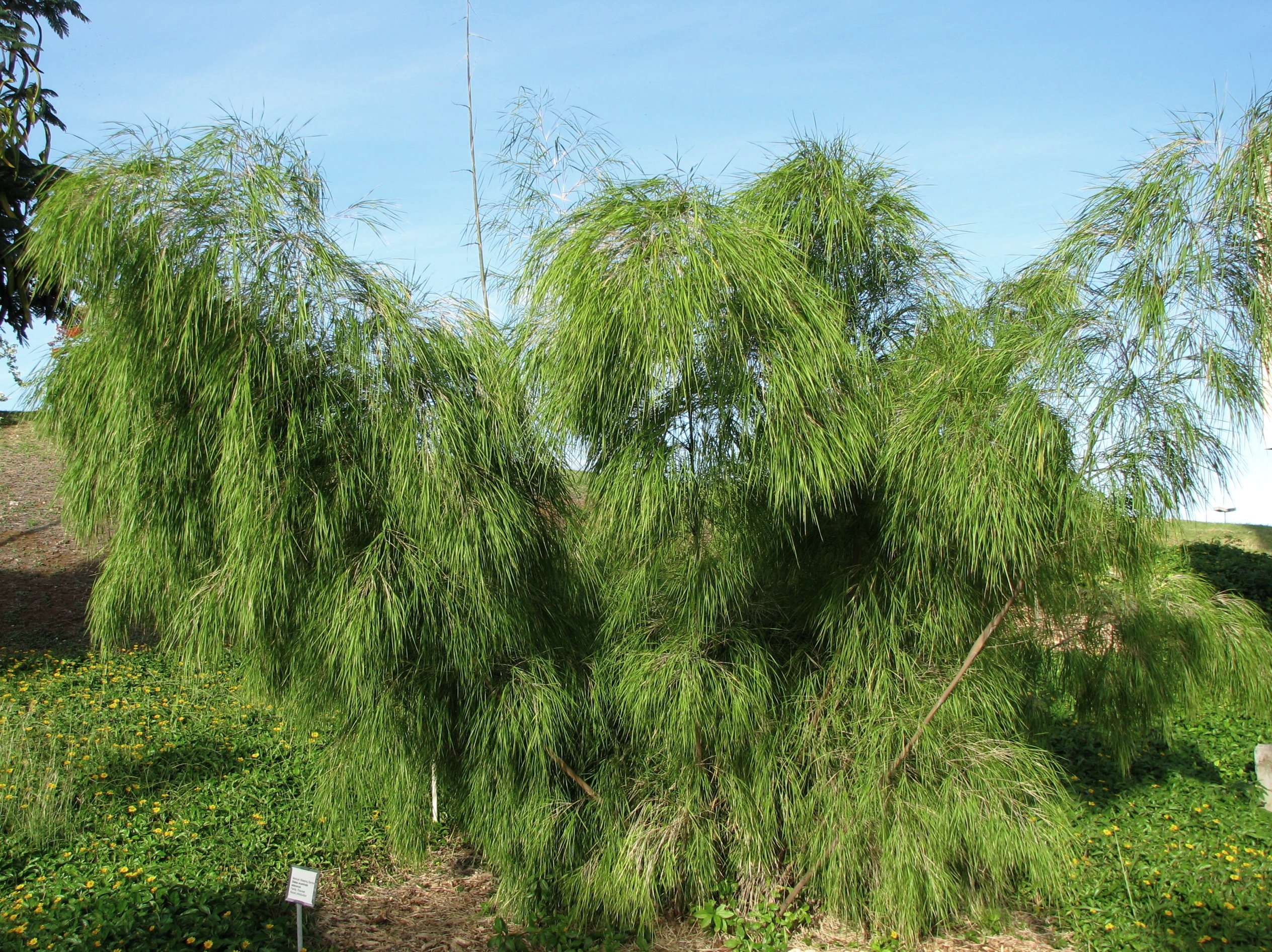
Il portamento
Otatea acuminata
(Sottotribù Guaduinae)

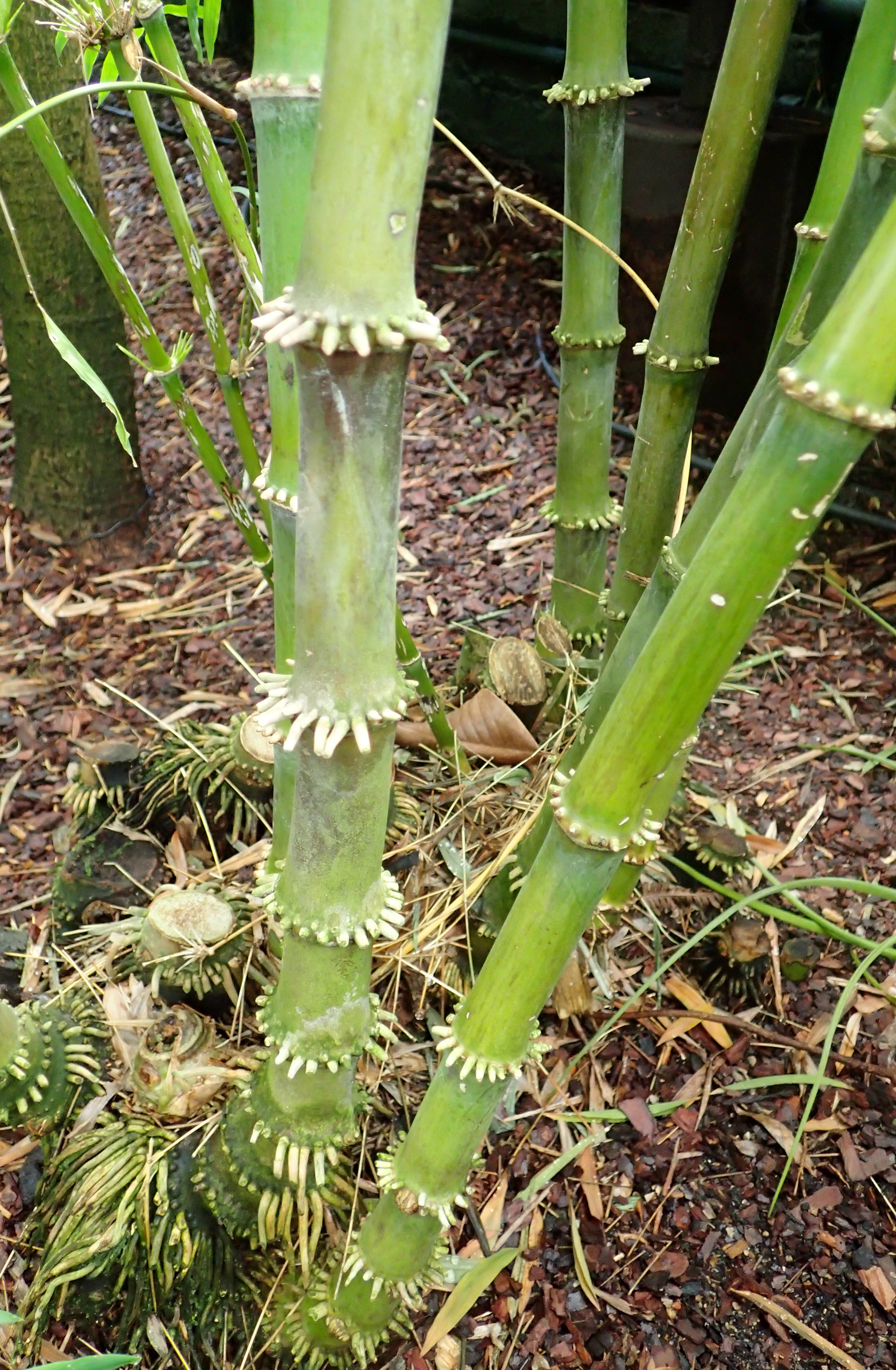
I culmi
Chusquea liebmannii
(Sottotribù Chusqueinae)

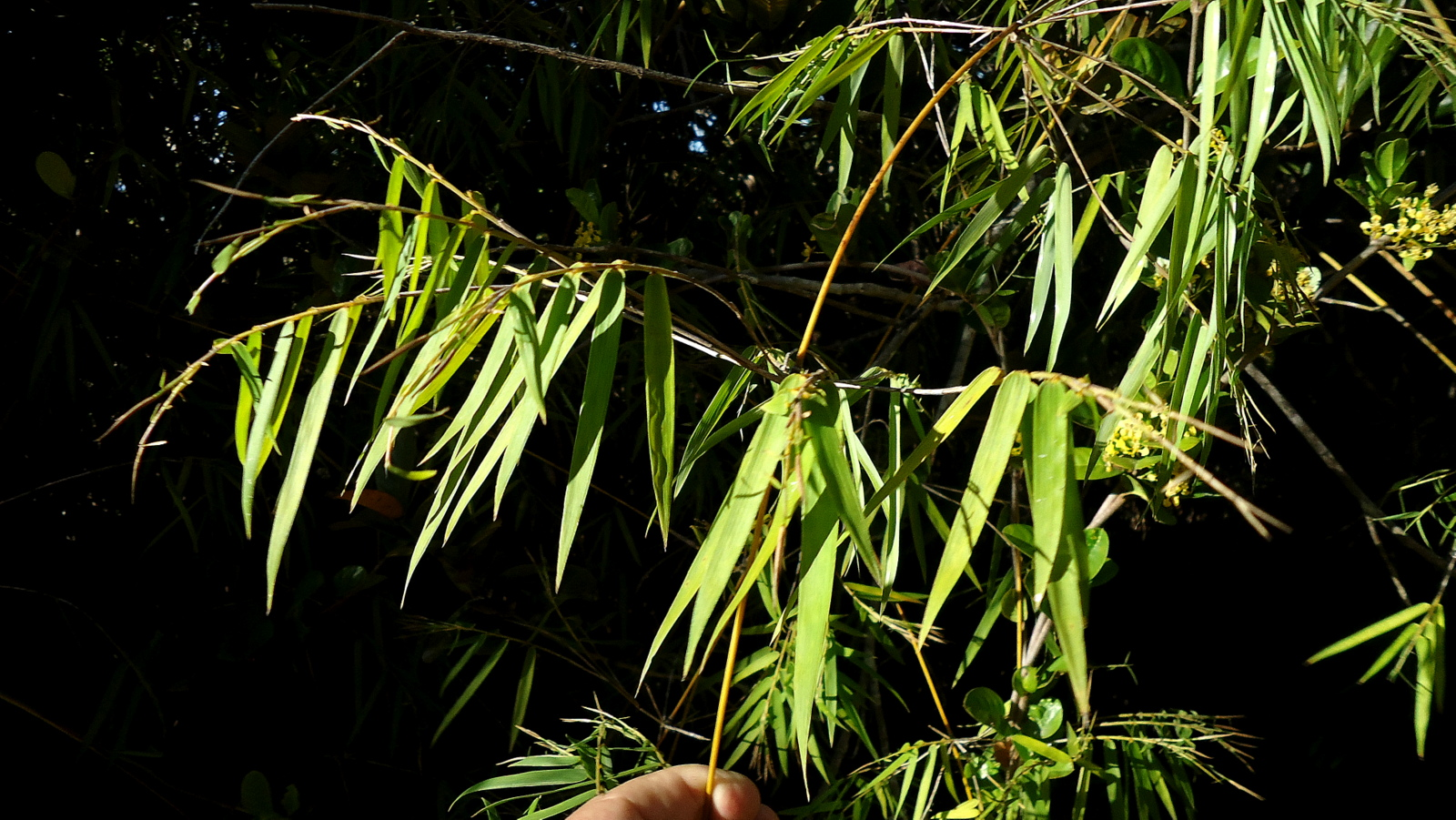
Le foglie
Atractantha falcata
(Sottotribù Arthrostylidiinae)

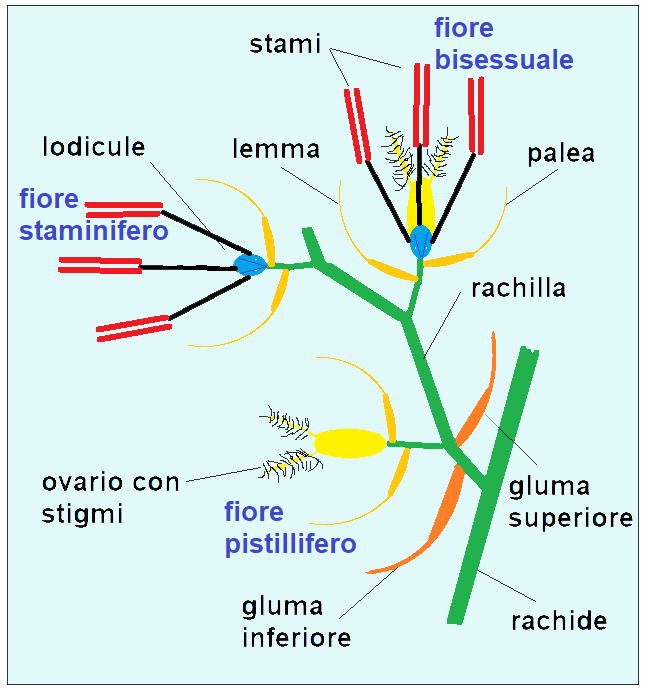
Spighetta generica con tre fiori diversi

Il portamento delle specie di questa tribù è arbustivo o cespuglioso (in genere questi bambù sono mono-cespitosi). Queste piante sempreverdi in genere sono molto vigorose, possono essere alte da pochi centimetri fino a raggiungere notevoli dimensioni (anche 40 m di altezza e 30 cm di diametro).
Le radici in genere sono del tipo fascicolato derivate da rizomi a collo corto (pachimorfi). Fa eccezione la sottotribù Chusqueinae in cui i rizomi sono amfimorfi (presumibilmente un carattere derivato). La loro tipologia di sviluppo è molto variabile; infatti sono presenti specie dove le radici si sviluppano considerevolmente in orizzontale o in verticale e si allontanano molto dal loro punto di origine e altre invece che hanno uno sviluppo molto contenuto, con habitus cespitoso.
I culmi sono legnosi, con portamento eretto o rampicante o pendente. Alla base sono simpodiali.
I nodi non sono gonfi, a volte sono quasi solidi e leggermente prominenti.
Gli internodi sono affusolati, vuoti o solidi. I bambù, essendo piante monocotiledoni, non hanno accrescimento secondario, e quindi completata la loro crescita non si allargano di diametro di anno in anno.
Per ogni nodo sono presenti molti rami (con 1 - 3 rami dominanti), o pochi rami a seconda della specie. I rami, in genere, sono derivati da una singola gemma.

### Fogliame del culmo
Le foglie lungo il culmo sono disposte in modo alterno, sono distiche e si originano dai vari nodi. Sono composte da una guaina, una ligula e una lamina.
Le guaine (a volte coriacee, altre volte pelose e larghe) sono decidue o persistenti, con o senza padiglioni auricolari, e margini fimbriati (oppure no). In alcune specie le basi delle guaine sono rugose oppure sono ondulate vicino all'apice.
Le ligule in genere sono brevi, oppure (in alcune specie) vistose; in altre specie le ligule sono membranose e cigliate.
Le lamine delle foglie sono erette o riflesse (a volte sono erette alla base e riflesse in alto) con forme da lanceolate a lanceolato-lineari o triangolari o oblunghe; in alcune specie terminano in modo apicolato. In alcune specie sulla superficie della lama fogliare della cera è distribuita in modo diseguale, lasciando sul lato abassiale uno stretto settore marginale con cera nulla o ridotta. Il mesofillo (strato interno della foglia tra le due epidermidi) nelle regioni intercostali è formato da fibre sclerenchimatiche.
Le venature sono parallelinervie con deboli venature trasversali (quelle trasversali a volte sono poco visibili o inesistenti). Le lamine normalmente non sono tessellate. Delle venature sono presenti anche nelle ligule. La venatura mediana (o centrale) è formata da un unico fascio vascolare.

### Foglie del fogliame
Le guaine sono provviste o prive di padiglioni auricolari e possono essere o no fimbriate. Inoltre le guaine delle foglie del fogliame possono essere vistosamente carenate. Nelle specie di questo gruppo le lamine del fogliame sono grandi, oppure sottili e coriacee. La superficie adassiale può (oppure no) contenere degli stomi. In alcune specie le foglie del fogliame possono essere assenti (in questo caso la funzione fotosintetica è trasferita alla guaina e al culmo). Possono essere presenti dei pseudo-piccioli scuri oppure possono essere provviste di una stretta striscia (senza cera) lungo il margine abassiale.

### Infiorescenza
L'infiorescenza principale (sinfiorescenza o semplicemente spiga) è per lo più ramificata e ha la forma di una grande pannocchia aperta. Le spighette, sessili o pedicellate, sono disposte in grappoli ai nodi e sottese da alcune brattee (ampi profilli doppiamente carenati oppure a singola carena). In alcune specie l'infiorescenza non è ramificata ed è sottesa da una brattea e un profillo (i profilli, particolari brattee a protezione dell'infiorescenza, hanno in genere delle forme triangolari). Sono presenti delle pseudospighette. In alcune specie le infiorescenze non sono ramificate e sono circondate da una spata.
L'infiorescenza secondaria (o spighetta, o pseudospighetta) prende la forma di spighette formate da alcuni fiori (fino a 28 più alcuni fiori ridotti) sottesi da due-quattro brattee chiamate glume (divise in inferiori e superiori). Le spighette possono terminare all'apice con un fiore sterile (a volte quello prossimale è sterile, mentre è fertile quello distale). Alla base di ogni fiore sono presenti due brattee: la palea e il lemma. La disarticolazione avviene nei nodi della rachilla sopra le glume (ma non in tutti i generi). Talvolta la rachilla presenta una estensione con 1 - 3 fiori rudimentali. In particolare:
- le glume sono 2 - 3 o 6 (altre volte possono essere assenti o ridotte); le forme possono essere da ovate a lanceolate o anche orbicolari; gli apici possono essere acuti oppure ottusi. Alcune glume possono essere ispide, altre persistenti. Possono avere fino a 20 e più venature longitudinali.
- i lemmi sono ampi con molte venature; all'apice possono avere un lungo mucrone. Le forme variano da ovate a lanceolate, sono scariosi (o a consistenza cartacea) e privi di ciglia e di ali. Possono avere fino a 40 venature longitudinali.
- le palee sono doppiamente carenate con apici acuti o brevemente bifidi (all'apice sono dentate e possono avere due punte). In genere sono più corte dei lemmi e hanno una consistenza membranosa.

I fiori fertili sono attinomorfi formati da tre verticilli: perianzio ridotto, androceo  e gineceo.
Per la famiglia di queste piante viene indicata la seguente formula fiorale:
P 2, A (1-)3(-6), G (2–3) supero, cariosside.
Il perianzio è ridotto e formato da due o tre lodicule, delle squame, poco visibili (forse relitto di un verticillo di tre sepali). Le lodicule hanno una consistenza membranosa. In alcuni generi le lodicule sono assenti.
L'androceo è composto da sei stami (due-tre in Chusqueinae e altri gruppi; in Ochlandra - sottotribù Melocanninae - sono numerosi da 15 a 120) ognuno con un breve filamento. I filamenti sono liberi o fusi insieme. Le antere hanno due teche. Le antere, a volte apicolate, sono basifisse con deiscenza laterale. Il polline è monoporato.
Il gineceo è composto da 3-(2) carpelli connati formanti un ovario supero. L'ovario, glabro (eventualmente con apice pubescente) e portato su un gambo, ha un solo loculo con un solo ovulo subapicale (o quasi basale). L'ovulo è anfitropo e semianatropo e tenuinucellato o crassinucellato. Lo stilo, è unico (corto, o ridotto) con due-tre stigmi piumosi e pelosi.

### Frutti
I frutti sono del tipo cariosside, ossia sono dei piccoli chicchi indeiscenti, affusolati con apice peloso o sferici, nei quali il pericarpo è formato da una parete che circonda il singolo seme. In particolare il pericarpo, carnoso e succulento, è fuso al seme ed è aderente. L'endocarpo non è indurito e l'ilo è lungo e lineare. L'embrione è provvisto di epiblasto. I margini embrionali della foglia si sovrappongono. La fessura scutellare è assente.

## Biologia
Le radici diventano legnose a causa della crescita di densi ammassi di sclerenchima che si formano sia esternamente sia internamente attorno ai fasci vascolari della radice. L'altezza dei bambù è fortemente correlata alla pressione della radice, che fornisce la forza necessaria per riempire i vasi xilematici embolizzati lungo il culmo.
Lo sviluppo del culmo avviene in due fasi. Una prima fase non ramificata porta le foglie del culmo e il culmo stesso alla massima altezza di sviluppo (gli internodi si allungano indipendenti dalla fioritura). Nella seconda fase si ha lo sviluppo delle varie ramificazioni con le foglie del fogliame e successivamente la fioritura. Lo sviluppo dei rami è acropeto (o anche bidirezionale).
In questa tribù sono presenti delle pseudospighette con due o più fiori. Le pseudospighette si formano quando il tessuto meristematico del ramo cessa di produrre foglie normali e incomincia a produrre un insieme di brattee, alcune delle quali hanno dei boccioli germinali nelle loro ascelle che poi alla fine iniziano a produrre fiori.
La fioritura delle specie di questa tribù è per lo più ciclica e tardiva: le specie del genere Bambusa bambos (sottotribù Bambusinae) fioriscono dopo il trentaduesimo anno di età; le specie del genere Dendrocalamus al cinquantacinquesimo; altri bambù al sessantacinquesimo anno di vita. In alcuni casi la fioritura di una singola specie è sincronizzata a livello globale. Ad esempio una fioritura mondiale si è avuta nel 1932 da parte della specie Bambusa nigra Lodd. ex Lindl. (sinonimo di Phyllostachys nigra (Lodd. ex Lindl.) Munro ora descritta all'interno della tribù Arundinarieae).

### Biologia
In generale, le erbe delle Poaceae sono impollinate in modo anemogamo. Gli stigmi piumosi sono una caratteristica importante per catturare meglio il polline aereo.
La fecondazione avviene fondamentalmente tramite l'impollinazione dei fiori (vedi sopra).
I semi cadendo a terra, dopo aver eventualmente percorso alcuni metri a causa del vento (dispersione anemocora), sono dispersi soprattutto da insetti tipo formiche (disseminazione mirmecoria).

## Distribuzione e habitat

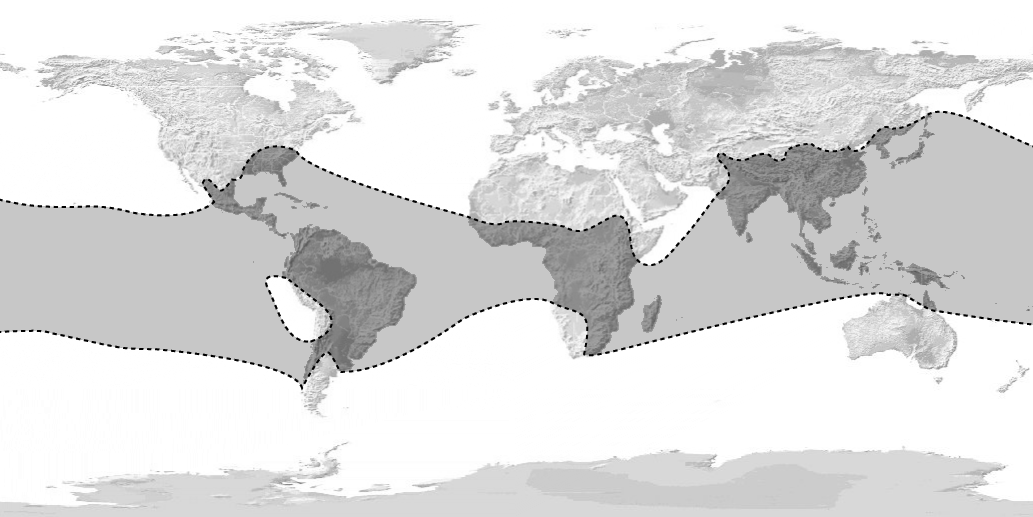
Distribuzione mondiale del bambù

La maggior parte delle specie di bambù sono originarie dell'Asia (dove raggiungono il limite settentrionale del loro areale a 50° N di latitudine) e dell'America (dove raggiungono i 47° S in Cile). Le si possono trovare ad altitudini variabili, sino ai 3000 m sull'Himalaya. Alcune specie sono spontanee in Africa (in particolare nell'Africa sub-sahariana e in Madagascar) e in Oceania. Non esistono specie spontanee in Europa.

## Tassonomia
La famiglia delle Poacee comprende circa 800 generi e oltre 9.000 specie. È suddivisa in 12 sottofamiglie, la tribù Bambuseae fa parte della sottofamiglia Bambusoideae.

### Sottotribù
La tribù è suddivisa in 11 sottotribù, che raggruppano 75 generi e oltre 1 000 specie:
| Sottotribù e generi | Distribuzione e habitat |
| --- | --- |
| - Sottotribù Arthrostylidiinae Soderstr. & R.P.Ellis, 1988 - Actinocladum McClure ex Soderstr. (1 specie) - Alvimia C.E.Calderón ex Soderstr. & Londoño (3 spp.) - Arthrostylidium Rupr. (29 spp.) - Athroostachys Benth. (2 spp.) - Atractantha McClure (5 spp.) - Aulonemia Goudot (47 spp.) - Aulonemiella L.G.Clark, Londoño, C.D.Tyrrell & Judz. (2 spp.) - Cambajuva P.L.Viana, L.G.Clark & Filg. (1 sp.) - Colanthelia McClure & E.W.Sm. (11 spp.) - Didymogonyx (L.G.Clark & Londoño) C.D.Tyrrell, L.G.Clark & Londoño (2 spp.) - Elytrostachys McClure (2 spp.) - Filgueirasia Guala (2 spp.) - Glaziophyton Franch. (1 sp.) - Merostachys Spreng. (59 spp.) - Myriocladus Swallen (13 spp.) - Rhipidocladum McClure (22 spp.)        | Nuovo Mondo; foreste pluviali-tropicali del Brasile, ma anche foreste andine a 3000 m s.l.m. di quota.                                                           |
| - Sottotribù Bambusinae Presl., 1830 - Bambusa Schreb. (156 spp.) - Bonia Balansa (5 spp.) - Cochinchinochloa H.N.Nguyen & V.T.Tran (1 sp.) - Dendrocalamus Nees (73 spp.) - Fimbribambusa Widjaja (4 spp.) - Gigantochloa Kurz ex Munro (67 spp.) - Laobambos Haev., Lamxay & D.Z.Li (1 sp.) - Maclurochloa K.M.Wong (4 spp.) - Melocalamus Benth. (19 spp.) - Neomicrocalamus Keng f. (3 spp.) - Oreobambos K.Schum. (1 sp.) - Oxytenanthera Munro (1 sp.) - Phuphanochloa Sungkaew & Teerawat. (1 sp.) - Pseudobambusa T.Q.Nguyen (1 sp.) - Pseudoxytenanthera Soderstr. & R.P.Ellis (5 spp.) - Soejatmia K.M.Wong (1 sp.) - Thyrsostachys Gamble (2 spp.) - Vietnamosasa T.Q.Nguyen (3 spp.) - Yersinochloa H.N.Nguyen & V.T.Tran (2 spp.) | Asia, soprattutto Sud-est asiatico e Cina, in habitat tropicali e subtropicali.                                                                                  |
| - Sottotribù Chusqueinae Soderstr. & R.P.Ellis, 1987 - Chusquea Kunth (200 spp.) | Nuovo Mondo, dal Nord America fino all'Argentina. |
| - Sottotribù Dinochloinae K.M.Wong & W.L.Goh, 2016 - Cyrtochloa S.Dransf. (7 spp.) - Dinochloa Buse (44 spp.) - Mullerochloa K.M.Wong (1 sp.) - Neololeba Widjaja (5 spp.) - Parabambusa Widjaja (1 spp.) - Pinga Widjaja (1 sp.) - Sphaerobambos S.Dransf. (3 spp.) | Sud-est asiatico, in habitat tropicali e subtropicali. |
| - Sottotribù Greslaniinae K.M.Wong & W.L.Goh, 2016 - Greslania Balansa (2 spp.) | Endemica della Nuova Caledonia. |
| - Sottotribù Guaduinae Soderstr. & R.P.Ellis, 1988 - Apoclada McClure (1 sp.) - Eremocaulon Soderstr. & Londoño (5 spp.) - Guadua Kunth (34 spp.) - Olmeca Soderstr. (5 spp.) - Otatea (McClure & E.W.Sm.) C.E.Calderón ex Soderstr. (13 spp.) - Tibisia C.D.Tyrrell, Londoño & L.G.Clark (3 spp.) | Nuovo Mondo, con concentrazione di biodiversità in Messico, America centrale, nel bacino amazzonico, il Planalto Central e la linea costiera di Bahia (Brasile). |
| - Sottotribù Hickeliinae A.Camus, 1924 - Cathariostachys S.Dransf. (2 spp.) - Decaryochloa A.Camus (1 sp.) - Hickelia A.Camus (4 spp.) - Hitchcockella A.Camus (1 sp.) - Nastus Juss. (12 spp.) - Perrierbambus A.Camus (2 spp.) - Sirochloa S.Dransf. (1 sp.) - Sokinochloa S.Dransf. (7 spp.) - Valiha S.Dransf. (2 spp.) | La maggior parte delle specie è endemica del Madagascar, con l'eccezione di H. africana, endemica della Tanzania, e di Nastus borbonicus, endemica di Réunion.   |
| - Sottotribù Holttumochloinae A.Camus, 1924 - Holttumochloa K.M.Wong (4 spp.) - Kinabaluchloa K.M.Wong (2 spp.) - Nianhochloa H.N.Nguyen & V.T.Tran (1 sp.) | Indocina, Cina meridionale (Hainan), penisola Malese e Borneo.                                                                                                   |
| - Sottotribù Melocanninae Benth., 1881 - Annamocalamus H.N.Nguyen, N.H.Xia & V.T.Tran (1 sp.) - Cephalostachyum Munro (13 spp.) - Davidsea Soderstr. & R.P.Ellis (1 sp.) - Melocanna Trin. (3 spp.) - Ochlandra Thwaites (10 spp.) - Pseudostachyum Munro (1 sp.) - Schizostachyum Nees (74 spp.) - Stapletonia P.Singh, S.S.Dash & P.Kumari (3 spp.) | Bacino dell'oceano Indiano, dal Madagascar al subcontinente indiano e al Sud-est asiatico, sino alle isole del Pacifico, con climi da temperati a tropicali.     |
| - Sottotribù Racemobambosinae Stapleton, 1994 - Chloothamnus Buse (11 spp.) - Racemobambos Holttum (19 spp.) - Widjajachloa K.M.Wong & S.Dransf. (1 sp.) | Sud-est asiatico con climi da temperati a tropicali. |
| - Sottotribù Temburongiinae - Temburongia S.Dransf. & K.M.Wong (1 sp.) | Endemica del Brunei. |
| - Generi incertae sedis - Ruhooglandia S.Dransf. & K.M.Wong (1 sp.) - Temochloa S.Dransf. (1 sp.) | |

Note
- La definizione della sottotribù Dinochloinae è relativamente recente; in precedenza i suoi membri erano inclusi all'interno del clade "DMNS" ("Dinochloa + Neololeba + Mullerochloa + Sphaerobambos") nella sottotribù Bambusinae.[1]
- La definizione della sottotribù Holttumochloinae è relativamente recente; in precedenza i suoi generi erano inclusi all'interno del clade "HK" ("Holttumoclhoa + Kinabaluchloa") nella sottotribù Bambusinae.[1]
- In precedenza il genere Greslania era attribuito alla sottotribù Bambusinae.
- In precedenza il genere Temburongia era attribuito alla sottotribù Bambusinae.

### Filogenesi
Le Bambuseae, da un punto di vista cladistico, sono monofiletiche e insieme alle tribù Arundinarieae e Olyreae formano la grande sottofamiglia delle Bambusoideae. Bambuseae e Olyreae formano un "gruppo fratello" mentre le Arundinarieae si trovano in posizione "basale".
La tribù è suddivisa in due grandi gruppi (cladi) geografici: il "Clade Neotropicale" e il "Clade Paleotropicale". Tale suddivisione è anche supportata dalle analisi filogenetiche del genoma del cloroplasto. Il "Clade Paleotropicale" è monofiletico mentre la monofilia del "Clade Neotropicale" è debolmente supportata. Alcune filogenesi sia nei cladi neotropicali sia in quelli paleotropicali identificano dei geni nucleari correlati al genoma delle Arundinarieae (la prima tribù della sottofamiglia a essersi evoluta).
La sinapomorfia per questo gruppo è rappresentata dallo sviluppo dei rami che è acropeto (o anche bidirezionale): i culmi raggiungono la loro piena altezza senza produrre rami ma solo foglie; in seguito dai culmi si originano (raramente) dei rami e foglie di fogliame, iniziando dalla base o dal centro della pianta e procedendo in modo acropeto o bidirezionale.

#### Clade Neotropicale
Il "Clade Neotropicale" è composto dalle sottotribù Chusqueinae, Arthrostylidiinae e Guaduinae. All'interno del clade le sottotribù Arthrostylidiinae e Guaduinae formano un "gruppo fratello" mentre Chusqueinae è in posizione "basale". Il clade Arthrostylidiinae + Guaduinae", oltre che dalle analisi del DNA è confermato anche dalla condivisione di papille rifrattive (trasparenti alla luce) sulle cellule epidermiche fogliari.
Sinapomorfie relative alle singole sottotribù:
| Sottotribù        | Sinapomorfie |
| ----------------- | --- |
| Chusqueinae       | È presente un fiore per spighetta. - La rachilla è senza estensione. - Le spighette hanno quattro glume. - Le celle sussidiarie (o annesse) degli stomi hanno almeno due papille. |
| Arthrostylidiinae | Sulla superficie della lamina fogliare è presente della cera distribuita in modo diseguale, lasciando sul lato abassiale uno stretto settore marginale con cera nulla o ridotta. Nelle regioni intercostali del mesofillo (strato interno della foglia tra le due epidermidi) sono presenti delle fibre sclerechimatiche. La venatura mediana (o centrale) è formata da un unico fascio vascolare. |
| Guaduinae         | Le foglie del fogliame di entrambe le superfici delle lamine (sia adassiale sia abassiale) sono ricoperte da stomi (gli stomi adassiali sono ricoperti da papille). |

#### Clade Paleotropicale
Il "Clade Paleotropicale" è composto dalle sottotribù Bambusinae, Dinochloinae, Greslaniinae, Hickeliinae, Holttumochloinae, Melocanninae, Racemobambosinae e Temburongiinae. Buona parte delle specie di questo gruppo sono esaploidi o superiori con una storia poliploide che coinvolge antenati che erano strettamente legati all'antenato delle Arundinarieae (la tribù "basale" della sottofamiglia Bambusoideae). All'interno di questo clade Bambusinae risulta "gruppo fratello" della sottotribù Holttumochloinae, che insieme alla sottotribù Temburongiinae probabilmente formano il "core" della tribù; mentre le melocannine sono chiaramente "gruppo fratello" di un clade formato dalle altre tre sottotribù.
Sinapomorfie relative alle singole sottotribù:
| Sottotribù   | Sinapomorfie |
| ------------ | --- |
| Dinochloinae | I culmi hanno un portamento arrampicante. Le guaine delle foglie dei culmi hanno una caratteristica zona rugosa alla base. |
| Melocanninae | Lo stilo è allungato e cavo - l'ovario è glabro - la sezione trasversale delle foglie è asimmetrica attorno alla nervatura centrale, con un insieme di prominenti cellule a forma di bolla su un solo lato, creando un contorno concavo sul lato della nervatura centrale e convesso sull'altro. |

#### Cladogramma della tribù
Il seguente cladogramma è tratto da uno degli ultimi studi (2017) su questa tribù.
|  | Chusqueinae                                                     |
|  |                                                                 |
|  | \| \| Arthrostylidiinae \| \| \| \| \| \| Guaduinae \| \| \| \| |
|  |                                                                 |
|  | Arthrostylidiinae                                               |
|  |                                                                 |
|  | Guaduinae                                                       |
|  |                                                                 |

|  | Arthrostylidiinae |
|  |                   |
|  | Guaduinae         |
|  |                   |

|  | Greslaniinae |
|  |              |
|  | Dinochloinae |
|  |              |

|  | Temburongiinae                                                  |
|  |                                                                 |
|  | \| \| Bambusinae \| \| \| \| \| \| Holttumochloinae \| \| \| \| |
|  |                                                                 |
|  | Bambusinae                                                      |
|  |                                                                 |
|  | Holttumochloinae                                                |
|  |                                                                 |

|  | Bambusinae       |
|  |                  |
|  | Holttumochloinae |
|  |                  |

|  | Greslaniinae |
|  |              |
|  | Dinochloinae |
|  |              |

|  | Temburongiinae                                                  |
|  |                                                                 |
|  | \| \| Bambusinae \| \| \| \| \| \| Holttumochloinae \| \| \| \| |
|  |                                                                 |
|  | Bambusinae                                                      |
|  |                                                                 |
|  | Holttumochloinae                                                |
|  |                                                                 |

|  | Bambusinae       |
|  |                  |
|  | Holttumochloinae |
|  |                  |

|  | Greslaniinae |
|  |              |
|  | Dinochloinae |
|  |              |

|  | Temburongiinae                                                  |
|  |                                                                 |
|  | \| \| Bambusinae \| \| \| \| \| \| Holttumochloinae \| \| \| \| |
|  |                                                                 |
|  | Bambusinae                                                      |
|  |                                                                 |
|  | Holttumochloinae                                                |
|  |                                                                 |

|  | Bambusinae       |
|  |                  |
|  | Holttumochloinae |
|  |                  |

|  | Greslaniinae |
|  |              |
|  | Dinochloinae |
|  |              |

|  | Temburongiinae                                                  |
|  |                                                                 |
|  | \| \| Bambusinae \| \| \| \| \| \| Holttumochloinae \| \| \| \| |
|  |                                                                 |
|  | Bambusinae                                                      |
|  |                                                                 |
|  | Holttumochloinae                                                |
|  |                                                                 |

|  | Bambusinae       |
|  |                  |
|  | Holttumochloinae |
|  |                  |

|  | Chusqueinae                                                     |
|  |                                                                 |
|  | \| \| Arthrostylidiinae \| \| \| \| \| \| Guaduinae \| \| \| \| |
|  |                                                                 |
|  | Arthrostylidiinae                                               |
|  |                                                                 |
|  | Guaduinae                                                       |
|  |                                                                 |

|  | Arthrostylidiinae |
|  |                   |
|  | Guaduinae         |
|  |                   |

|  | Greslaniinae |
|  |              |
|  | Dinochloinae |
|  |              |

|  | Temburongiinae                                                  |
|  |                                                                 |
|  | \| \| Bambusinae \| \| \| \| \| \| Holttumochloinae \| \| \| \| |
|  |                                                                 |
|  | Bambusinae                                                      |
|  |                                                                 |
|  | Holttumochloinae                                                |
|  |                                                                 |

|  | Bambusinae       |
|  |                  |
|  | Holttumochloinae |
|  |                  |

|  | Greslaniinae |
|  |              |
|  | Dinochloinae |
|  |              |

|  | Temburongiinae                                                  |
|  |                                                                 |
|  | \| \| Bambusinae \| \| \| \| \| \| Holttumochloinae \| \| \| \| |
|  |                                                                 |
|  | Bambusinae                                                      |
|  |                                                                 |
|  | Holttumochloinae                                                |
|  |                                                                 |

|  | Bambusinae       |
|  |                  |
|  | Holttumochloinae |
|  |                  |

|  | Greslaniinae |
|  |              |
|  | Dinochloinae |
|  |              |

|  | Temburongiinae                                                  |
|  |                                                                 |
|  | \| \| Bambusinae \| \| \| \| \| \| Holttumochloinae \| \| \| \| |
|  |                                                                 |
|  | Bambusinae                                                      |
|  |                                                                 |
|  | Holttumochloinae                                                |
|  |                                                                 |

|  | Bambusinae       |
|  |                  |
|  | Holttumochloinae |
|  |                  |

|  | Greslaniinae |
|  |              |
|  | Dinochloinae |
|  |              |

|  | Temburongiinae                                                  |
|  |                                                                 |
|  | \| \| Bambusinae \| \| \| \| \| \| Holttumochloinae \| \| \| \| |
|  |                                                                 |
|  | Bambusinae                                                      |
|  |                                                                 |
|  | Holttumochloinae                                                |
|  |                                                                 |

|  | Bambusinae       |
|  |                  |
|  | Holttumochloinae |
|  |                  |

Il "core" del Clade Paleotropicale presenta ancora qualche incertezza filogenetica. Qui di seguito è riportato un'altra rappresentazione (semplificata) del cladogramma Paleotropicale.
|  | Racemobambosinae                                              |
|  |                                                               |
|  | \| \| Greslaniinae \| \| \| \| \| \| Dinochloinae \| \| \| \| |
|  |                                                               |
|  | Greslaniinae                                                  |
|  |                                                               |
|  | Dinochloinae                                                  |
|  |                                                               |

|  | Greslaniinae |
|  |              |
|  | Dinochloinae |
|  |              |

|  | Holttumochloinae |
|  |                  |
|  | Bambusinae       |
|  |                  |

|  | Racemobambosinae                                              |
|  |                                                               |
|  | \| \| Greslaniinae \| \| \| \| \| \| Dinochloinae \| \| \| \| |
|  |                                                               |
|  | Greslaniinae                                                  |
|  |                                                               |
|  | Dinochloinae                                                  |
|  |                                                               |

|  | Greslaniinae |
|  |              |
|  | Dinochloinae |
|  |              |

|  | Holttumochloinae |
|  |                  |
|  | Bambusinae       |
|  |                  |

|  | Racemobambosinae                                              |
|  |                                                               |
|  | \| \| Greslaniinae \| \| \| \| \| \| Dinochloinae \| \| \| \| |
|  |                                                               |
|  | Greslaniinae                                                  |
|  |                                                               |
|  | Dinochloinae                                                  |
|  |                                                               |

|  | Greslaniinae |
|  |              |
|  | Dinochloinae |
|  |              |

|  | Holttumochloinae |
|  |                  |
|  | Bambusinae       |
|  |                  |

|  | Racemobambosinae                                              |
|  |                                                               |
|  | \| \| Greslaniinae \| \| \| \| \| \| Dinochloinae \| \| \| \| |
|  |                                                               |
|  | Greslaniinae                                                  |
|  |                                                               |
|  | Dinochloinae                                                  |
|  |                                                               |

|  | Greslaniinae |
|  |              |
|  | Dinochloinae |
|  |              |

|  | Holttumochloinae |
|  |                  |
|  | Bambusinae       |
|  |                  |

#### Età
La seguente tabella mostra una stima dei tempi di divergenza dei nodi indicati (sono state usate diverse strategie di calibrazione includendo anche informazioni fossili).
| Nodo                                         | Da - a (milioni di anni fa) | Date fossili (milioni di anni fa) |
| -------------------------------------------- | --------------------------- | --------------------------------- |
| Famiglia Bambusoideae                        | Da 56 a 34                  | Circa 47                          |
| Separazione Bambuseae/Olyreae                | Da 51 a 28                  | Circa 40                          |
| Sviluppo principale delle Bambuseae          | Da 35 a 16                  | Circa 28                          |
| Sviluppo principale dei bambù paleotropicali | Da 31 a 15                  | Circa 25                          |
| Sviluppo principale dei bambù neotropicali   | Da 34 a 13                  | Circa 27                          |

## Coltivazione

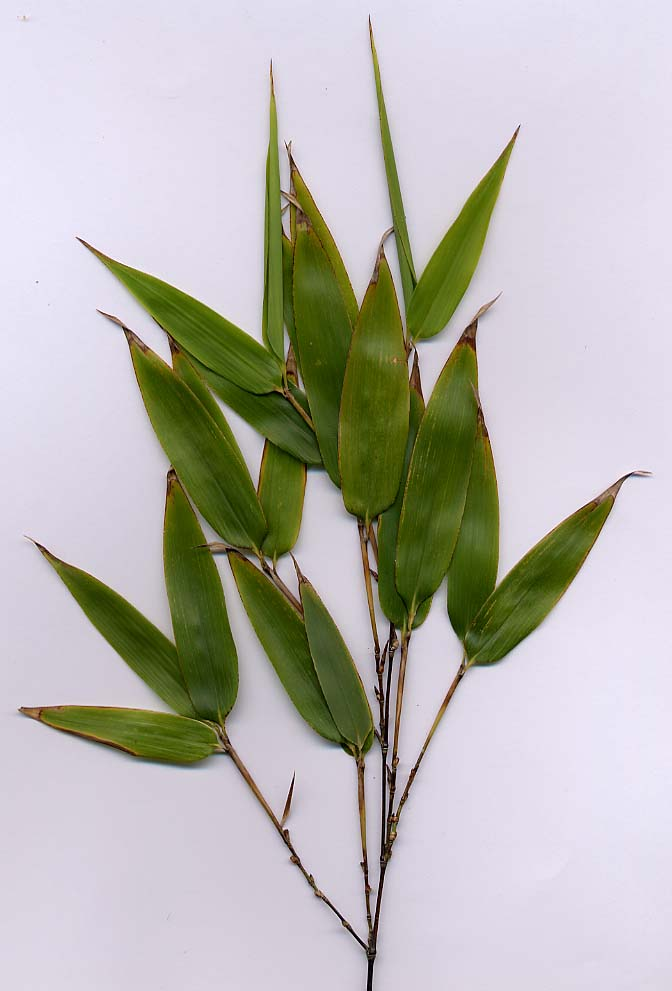
Foglie di bambù a fusto nero (probabilmente specie Phyllostachys nigra)

Molti bambù sono popolari come piante da giardino. Nella coltivazione, necessitano di cure per contenere il loro comportamento invasivo. Si propagano principalmente attraverso le radici e/o rizomi, i quali possono propagarsi sotto terra e lanciare nuovi culmi che spuntano in superficie. Vi sono due modi per la propagazione dei bambù: monopodiali e simpodiali. Le specie di bambù monopodiali hanno una propagazione sotterranea lenta; nelle specie di bambù sinopodiali, invece, si riscontra un'alta variabilità; ciò è riferibile a entrambe le specie in riferimento alle condizioni di suolo e di clima.
Alcune possono emettere ricacci per la lunghezza di svariati metri all'anno, mentre altre possono restare nella medesima area per lunghi periodi. Se trascurate, negli anni possono diventare invasive e causare problemi colonizzando aree adiacenti a villaggi, paesi o coltivazioni.
Una volta stabilitosi come cespo, è difficile rimuovere completamente il bambù senza estirpare l'intera rete di rizomi sotterranei. Se il bambù deve essere rimosso, un'alternativa allo scavo può essere il taglio raso delle canne e il taglio successivo e ripetuto dei nuovi getti appena escono dal terreno, fino a che il sistema radicale non esaurisca la sua riserva di energia e muoia. Se si permette alle foglie di compiere la fotosintesi, il bambù sopravviverà e continuerà a propagarsi.

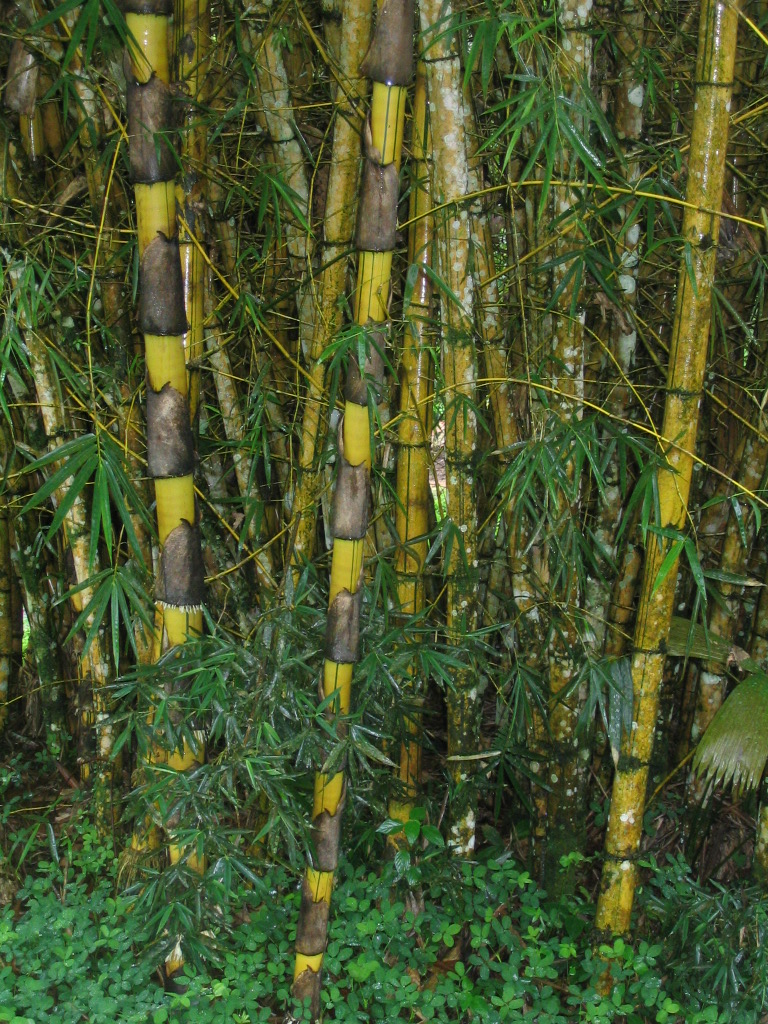
Bambù giganti dell'Ecuador

Esistono due principali metodi per prevenire la propagazione dei nuovi getti di bambù nelle aree adiacenti l'impianto. Il primo sistema è la bordatura o rimozione di ogni rizoma che sfugga ai confini dell'area destinata alla sua coltivazione. Gli attrezzi normalmente utilizzati sono uncini, vanghe e zappe. I rizomi si trovano generalmente in prossimità della superficie (sotto uno strato sottile di terreno), così che se la potatura dei rizomi viene eseguita due volte l'anno, interesserà la maggior parte, se non tutti, i nuovi ricacci. Alcune varietà possono avere percorsi più profondi (oltre la tipica profondità della vanga). Queste sono più difficili da controllare, e necessiteranno di tagli più profondi. Una manutenzione frequente rivelerà le principali direttrici di crescita e la disposizione del sistema radicale. Una volta tagliati, i rizomi devono essere rimossi. L'emergenza di un getto di bambù all'esterno dell'area dopo la bordatura, indica la precisa posizione di un rizoma non localizzato in precedenza. Le radici fibrose che si irradiano dal rizoma non generano ulteriori getti, quindi possono essere lasciate nel terreno.
Il secondo metodo implica il contenimento con una barriera fisica. Il cemento e il polietilene ad alta densità in speciali rotoli sono i materiali più comuni. Questi vengono piazzati in un fossato profondo 60-90 cm (2-3 piedi) attorno all'impianto, con un angolo aperto verso l'alto in modo da direzionare la crescita dei rizomi verso la superficie del terreno. I rizomi più forti e gli attrezzi possono forare le barriere in plastica piuttosto facilmente, quindi occorre lavorare con particolare attenzione. Il bambù cresciuto all'interno di tali barriere è molto più difficile da espiantare rispetto agli impianti cresciuti in libertà. Le barriere e la bordatura non sono necessari per bambù cresciuti a macchia. Le macchie di bambù possono essere eradicate se si espandono eccessivamente.

## Usi

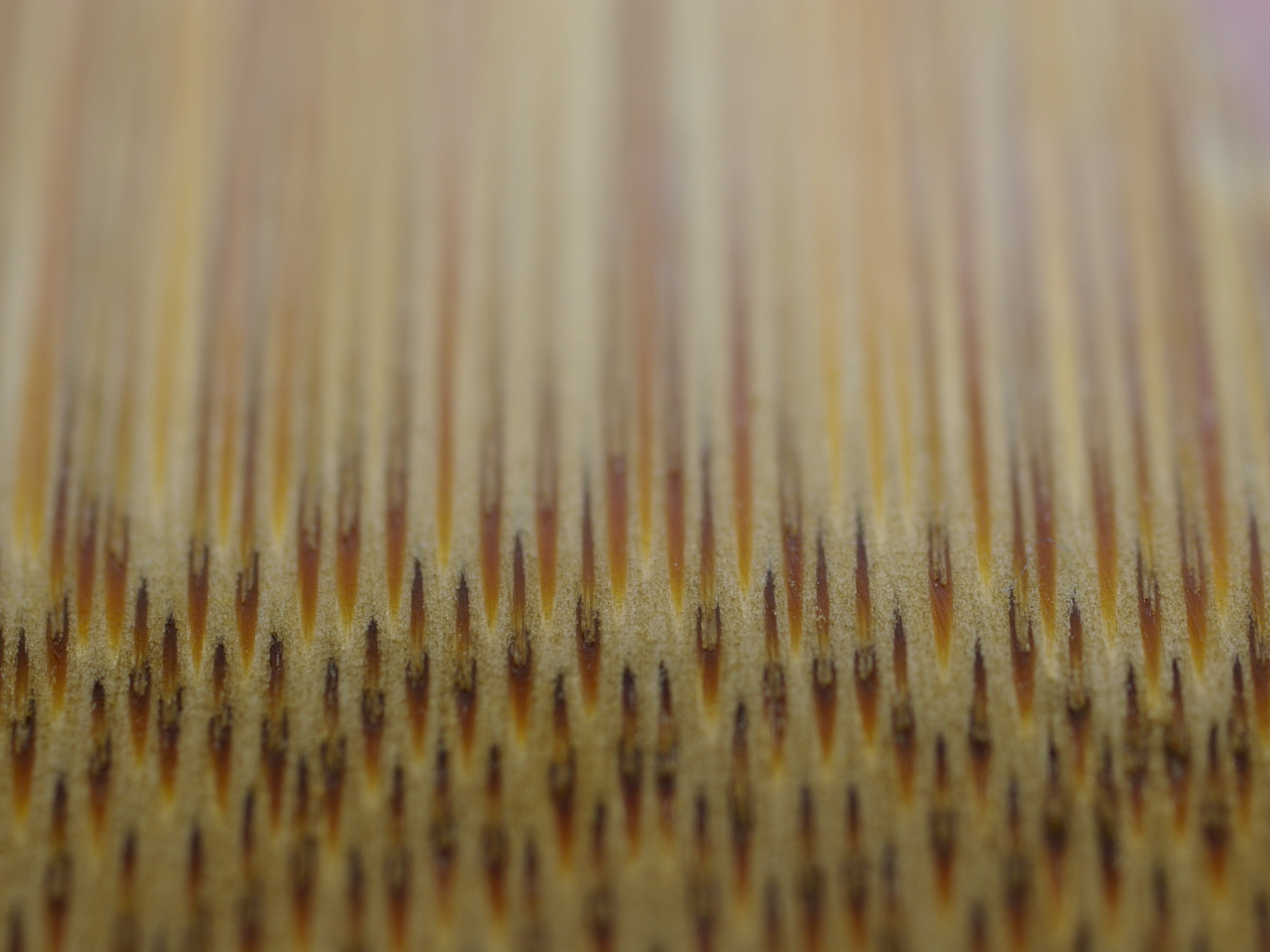
Fibre di bambù al microscopio

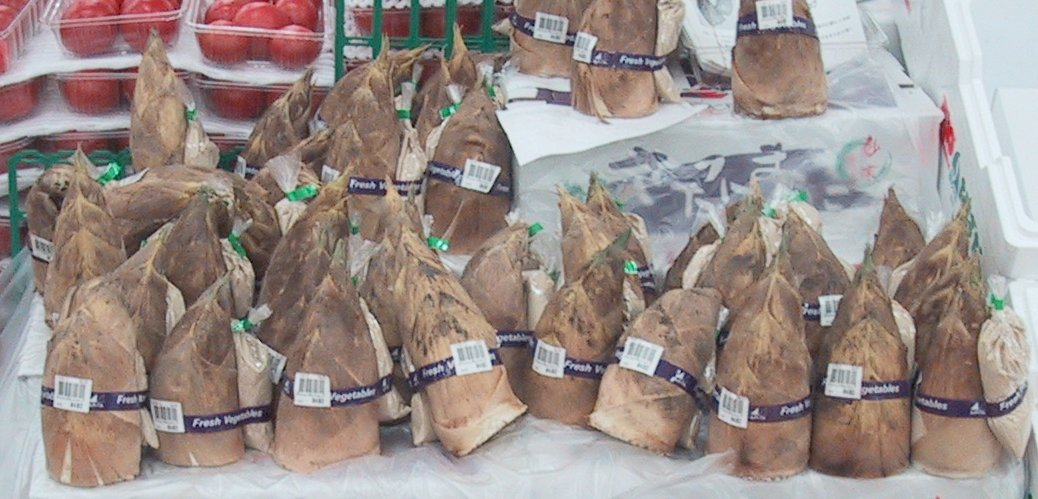
Germogli di bambù per uso alimentare

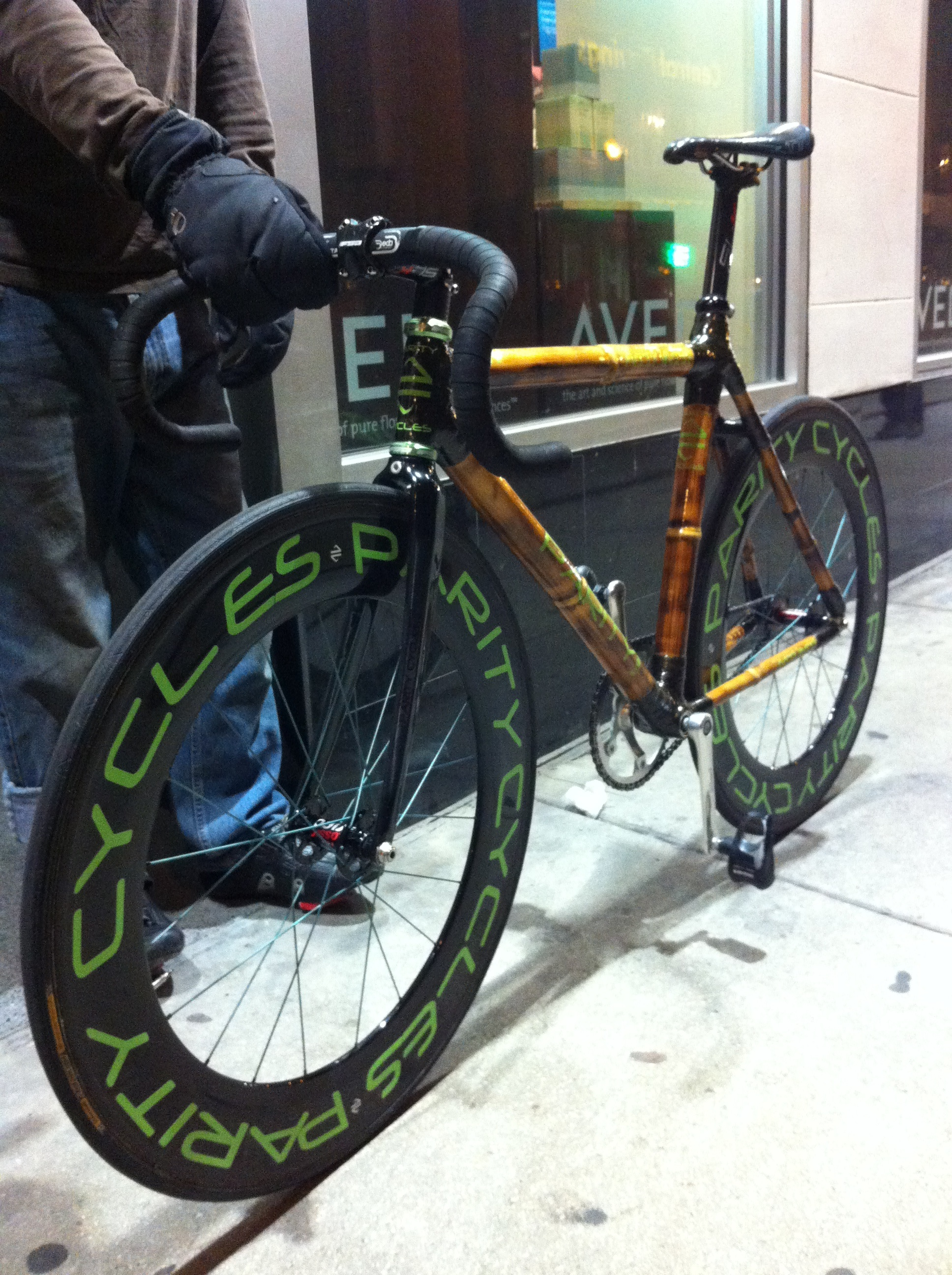
Bici da corsa con telaio in bambù e giunzioni in fibra di carbonio

Il bambù si è meritato l'epiteto di "acciaio vegetale", grazie alla straordinaria resistenza meccanica sia alla compressione sia alla trazione.
Il bambù ha un legno cavo ma anche leggero e resistente, perciò viene impiegato da secoli per gli usi più diversi.
Esso, come narra Marco Polo nel suo Milione, veniva impiegato nel Duecento in Cina per ottenere delle robuste corde per tirare in secca le navi. Queste stesse funi sono state anche utilizzate per la costruzione di ponti sospesi, il più longevo dei quali ha collegato per oltre 1 700 anni (fino al 2008) le sponde del fiume Min. Sempre nel Paese estremo orientale i tronchi di bambù sono stati usati per costruire tubature di irrigazione per i campi di riso, le più estese delle quali coprivano un'area di 5300 km² nella provincia del Sichuan. Altre tubazioni dello stesso materiale sarebbero state utilizzate per la distribuzione del gas naturale dai giacimenti fino ai villaggi. Sempre nella provincia del Sichuan si è usato il legno di bambù per costruire abitazioni le quali hanno una notevole resistenza alle sollecitazioni dei terremoti, come dimostrato nel 1991, quando venti case non riportarono significativi danni.
Applicazioni diverse si possono anche incontrare nella creazione di armi, trappole (molto utilizzate dai vietcong durante la guerra del Vietnam), vele (ottenute da stuoie di bambù), carta (tramite la riduzione in piccoli pezzi delle canne, la loro cottura e la successiva pressatura della poltiglia ottenuta per realizzare fogli compatti), tessuti, telai per biciclette, farmaci e filtri per aria e acqua.
In ambito ingegneristico, il bambù può essere usato come materiale da costruzione. Infatti, grazie alle sue buone proprietà meccaniche, il bambù è un materiale che può essere adottato al posto dei classici materiali strutturali quali acciaio, calcestruzzo armato e legno. Attualmente la pianta può essere impiegata in quattro modi differenti nell'ambito dell'ingegneria del bambù. Il modo più naturale e più antico è quello di usare la pianta nella sua forma naturale, ovvero sfruttando la forma del culmo per realizzare pilastri e travi. Una seconda modalità di impiego consiste nel ricavare dal culmo lamelle di varie dimensioni e incollarle fra loro con colle idonee ottenendo un prodotto ingegnerizzato chiamato appunto bambù lamellare. Il culmo di bambù può, inoltre, essere usato come armatura all'interno delle membrature di calcestruzzo fornendo così una efficace alternativa rispetto all'acciaio. Infine, le fibre di bambù sono una valida risorsa per la realizzazione di materiali compositi fatti con matrici sintetiche derivanti dal petrolio o naturali (bioplastiche). Ancora oggi si possono trovare in Cina anche ponteggi costruiti in bambù, per agevolare lavori nelle costruzioni.
In ambito alimentare, i germogli della pianta sono stati utilizzati come alimento e dalle foglie si sono ottenute delle particolari bevande alcoliche. Le canne sono oggi utilizzate in Cina per la fermentazione del vino. In Thailandia viene mangiata l'intera pianta.
La specie Pseudosasa amabilis, originaria della regione del Guandong nella Cina meridionale, è utilizzata in tutto il mondo per la costruzione delle canne per la pesca a mosca.
La specie Phyllostachys bambusoides (o bambù gigante da costruzione, comunemente chiamato anche madake o metake) è utilizzata in mille modi diversi, fra cui la costruzione di strumenti musicali, come flauti shakuachi o didgeridoo, o per la costruzione di archi giapponesi nella disciplina del Kyudo.
In ambito artistico, l'afghano Massoud Hassani ha utilizzato il bambù per realizzare l'opera Mine Kafon esposta al MOMA di New York. L'ispirazione dell'opera venne all'artista ripensando ai piccoli oggetti che costruiva a Kabul da bambino con il bambù. Capitava irrimediabilmente che il vento trasportasse questi piccoli giocattoli sui campi minati. Tornato molto tempo dopo nel suo luogo di origine, gli venne in mente di costruire versioni venti volte più grandi di quei giochi, in modo tale che pesando di più ma conservando la leggerezza potessero sminare in maniera economica le zone minate che ancora oggi sono presenti nel paese. L'opera è una reinterpretazione artistica di questa soluzione.
In provincia di Parma a Fontanellato c'è il labirinto della Masone, fatto di bambù, il più grande del mondo di questo genere.

## Aspetti culturali

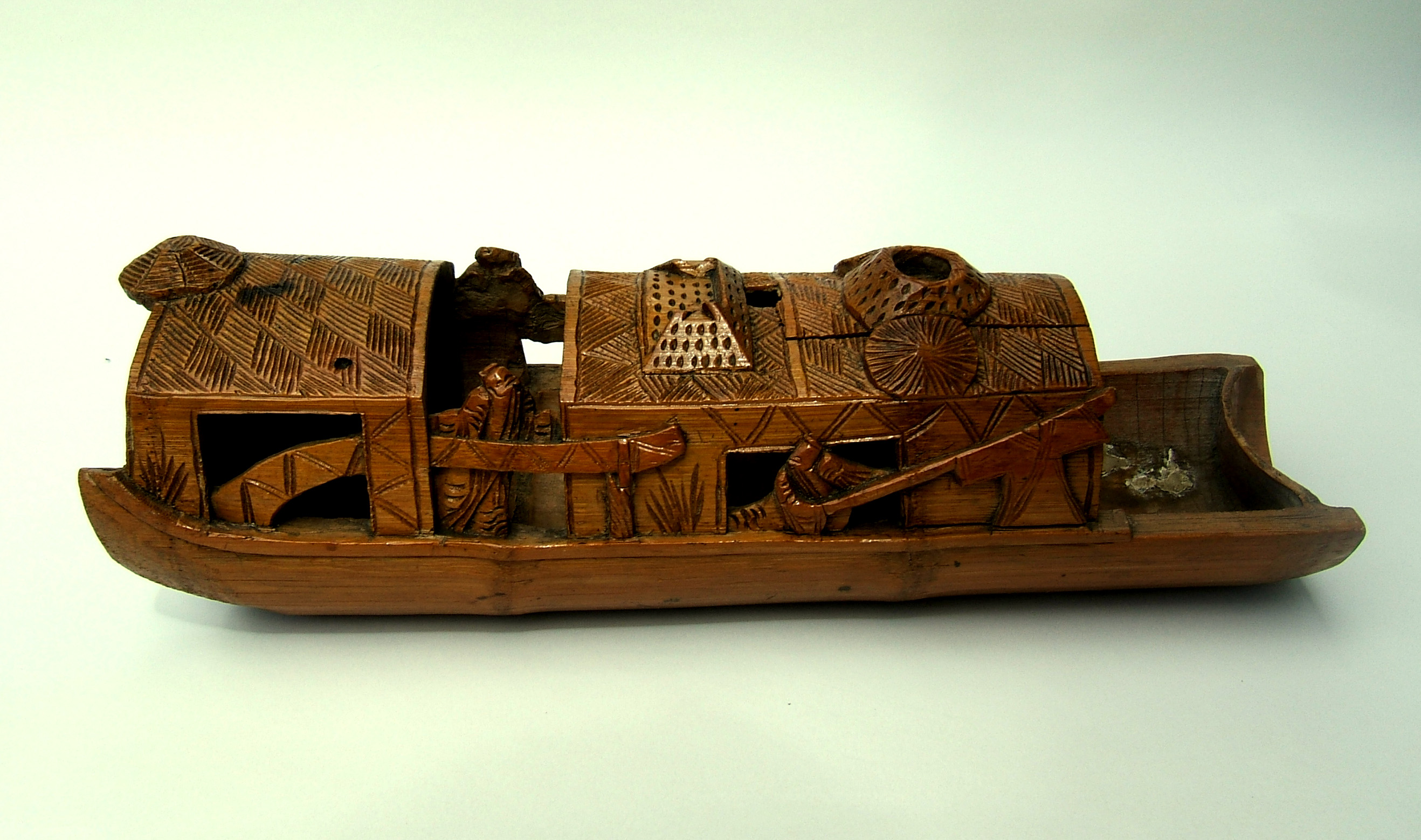
Modello cinese di una barca in bambù, risalente alla tarda Dinastia Qing

La longevità dell'albero del bambù lo rende per i cinesi un simbolo di lunga vita, mentre in India è un simbolo di amicizia. Il fatto che la fioritura avvenga raramente ha reso l'evento un segno dell'incombente arrivo di carestia alimentare. Si dice che questa credenza sia dovuta al fatto che i topi si nutrano a profusione dei fiori caduti, moltiplicandosi quindi a dismisura e di conseguenza distruggendo gran parte dei raccolti e delle riserve di cibo locali. La più recente fioritura avvenne nel maggio del 2006 (vedi Mautam). Si dice che il bambù fiorisca in questo modo soltanto ogni 50 anni.

### Mitologie dell'Asia e Oceania

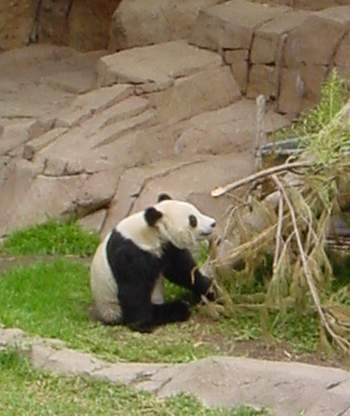
Il bambù è la principale fonte di cibo per il panda gigante: ammonta a circa il 99% della sua dieta alimentare

Diverse culture asiatiche, inclusa quella delle Isole Andamane, credono che l'umanità discenda da uno stelo di bambù. Nel mito della creazione filippino, la leggenda narra che il primo uomo e la prima donna vennero liberati per l'apertura di un germoglio di bambù che emerse su un'isola creata dopo la battaglia tra le forze elementari (Cielo e Oceano). Nelle leggende della Malaysia una storia simile include un uomo che sogna una bellissima donna mentre dorme sotto una pianta di bambù; si sveglia e rompe lo stelo di bambù, scoprendo la donna all'interno di esso. In Giappone, molto spesso una piccola foresta di bambù circonda un monastero scintoista come parte della barriera sacra contro il male. In Giappone il bambù viene considerato come il secondo in rango nella categoria del "legno di pino Matsu, poi il bambù, Ume (a volte tradotto come pruno)" e questa sequenza viene eseguita quando si ordina un pranzo a base di sushi oppure quando si prende una camera nei tradizionali alberghi ryokan.
Il bambù delle Hawaii ('ohe) è una materializzazione corporea (kinolau) del dio creatore polinesiano Kane.
Le foglie, i germogli e gli steli soffici di bambù, sono la maggior fonte di alimento per il panda gigante della Cina e per la scimmia ragno oltre che per il panda minore.

## Alcune specie

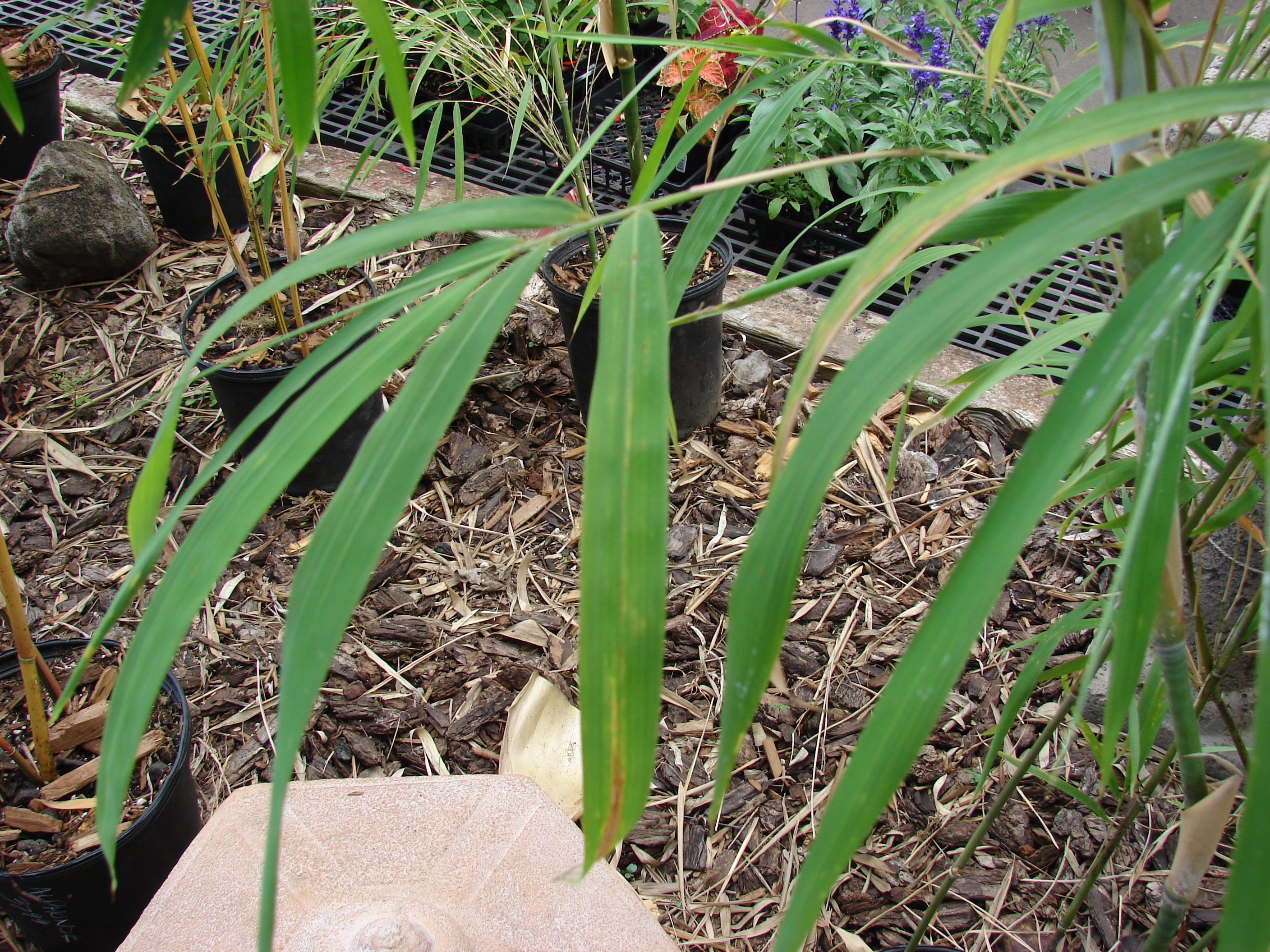
Nastus elatus

Per la lista completa delle specie: Lista delle specie di bambù.
Sottotribù Arthrostylidiinae

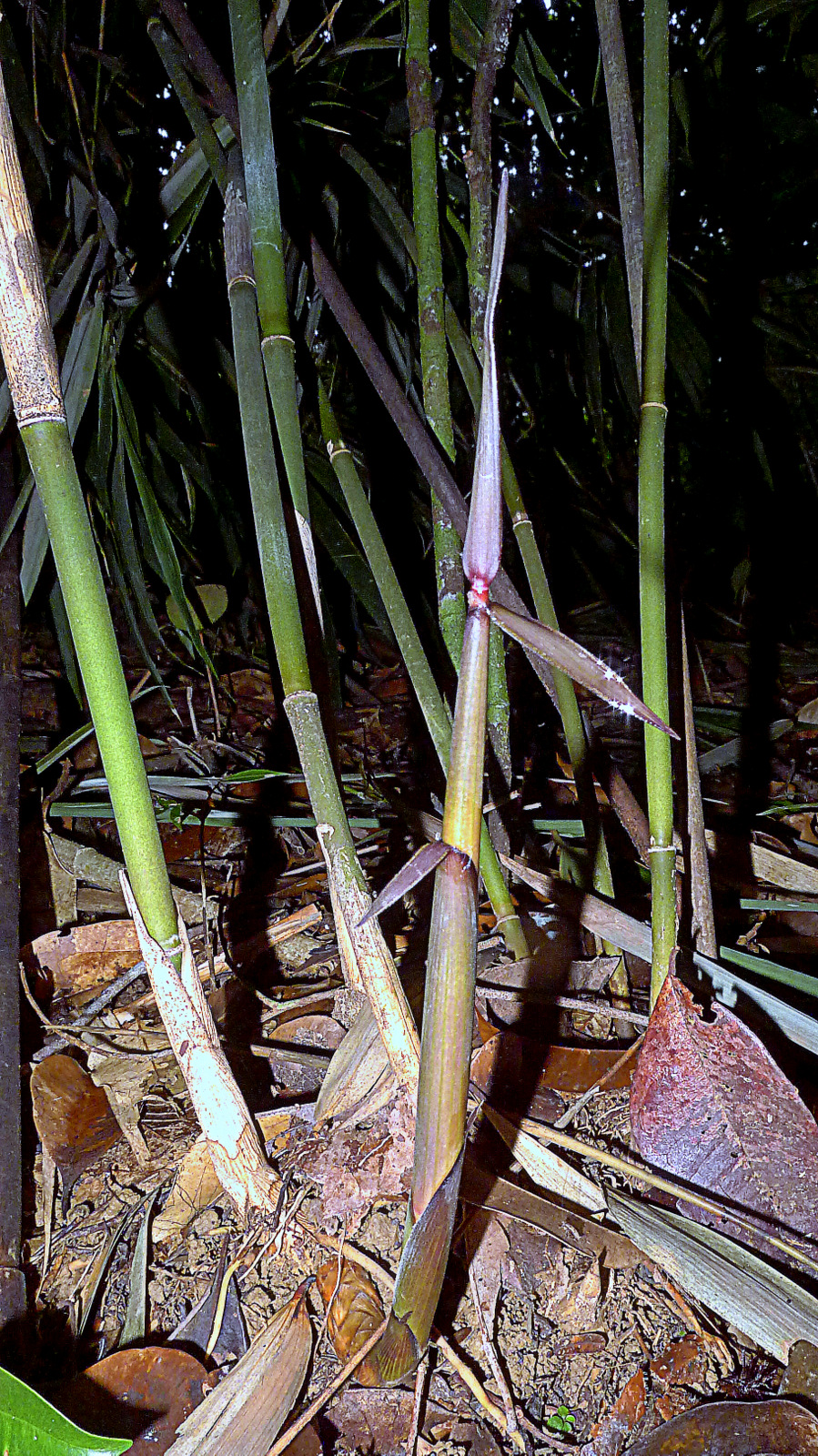
Merostachys procerrima
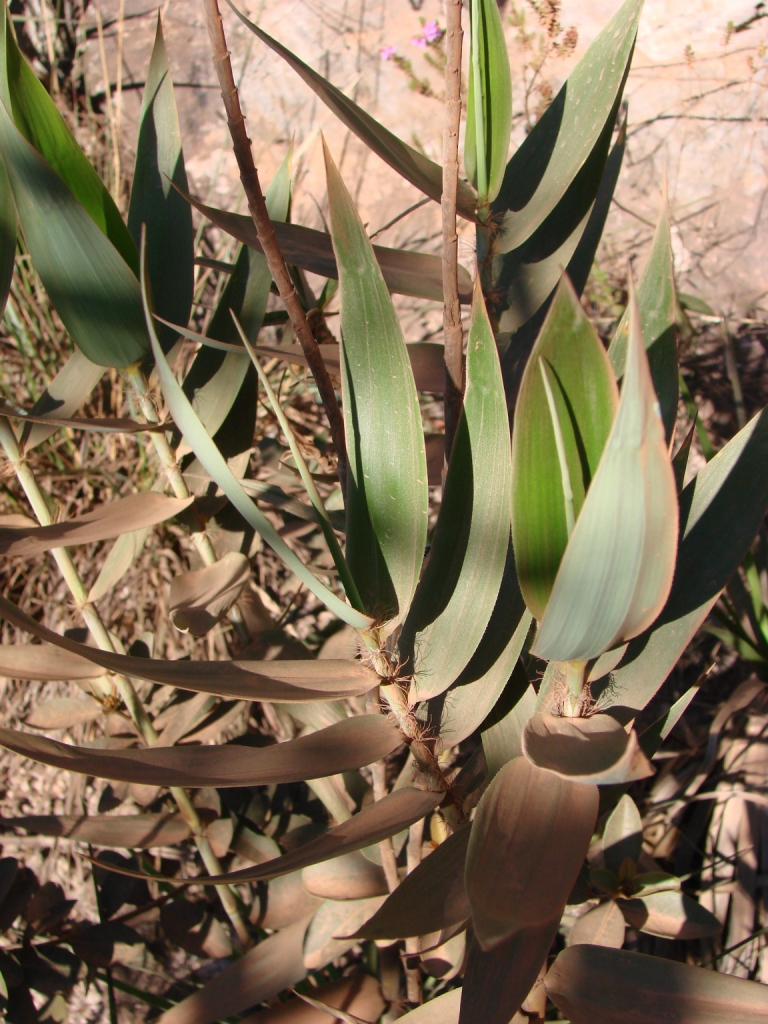
Aulonemia effusa
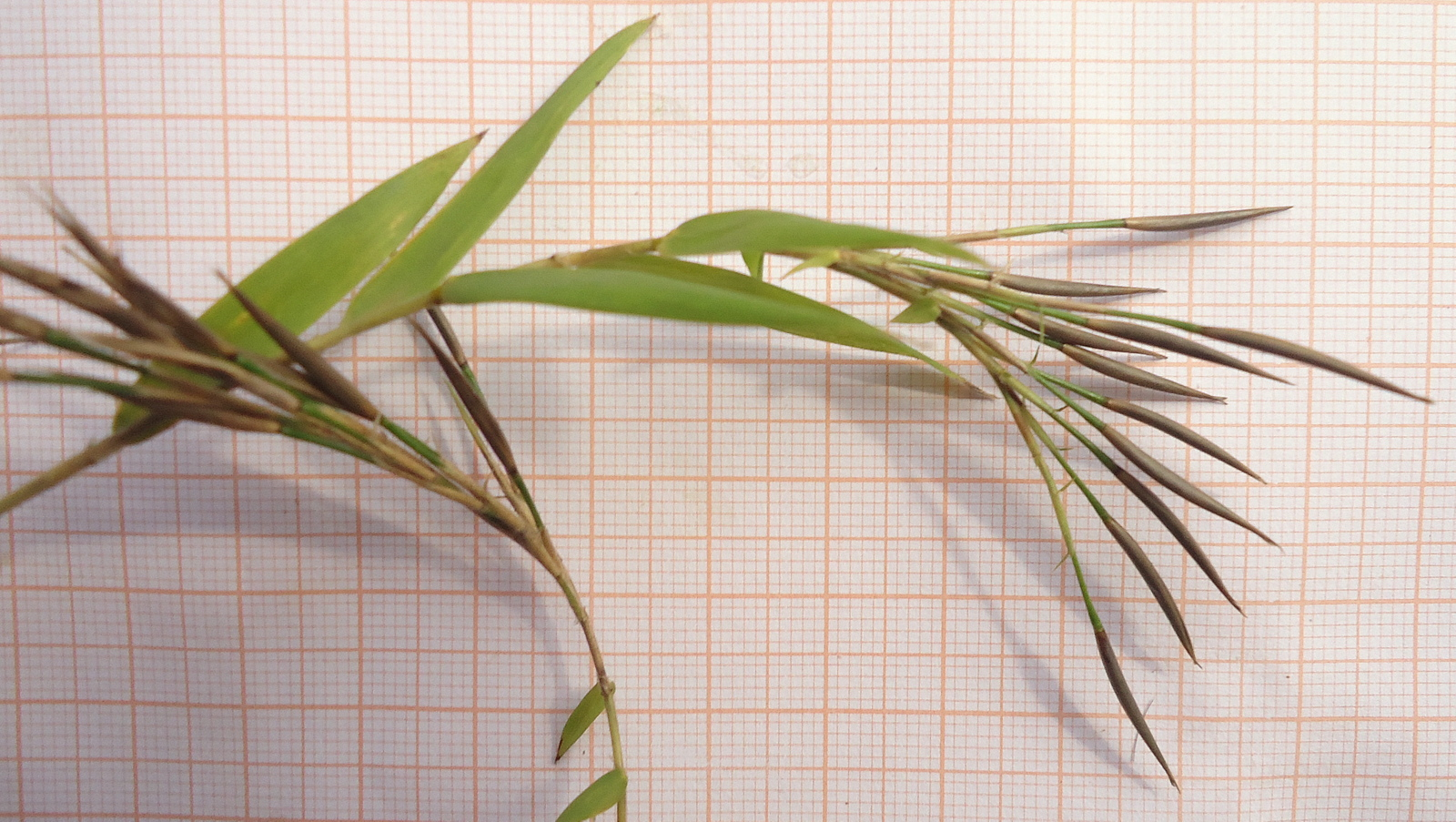
Atractantha falcata

Sottotribù Guaduinae

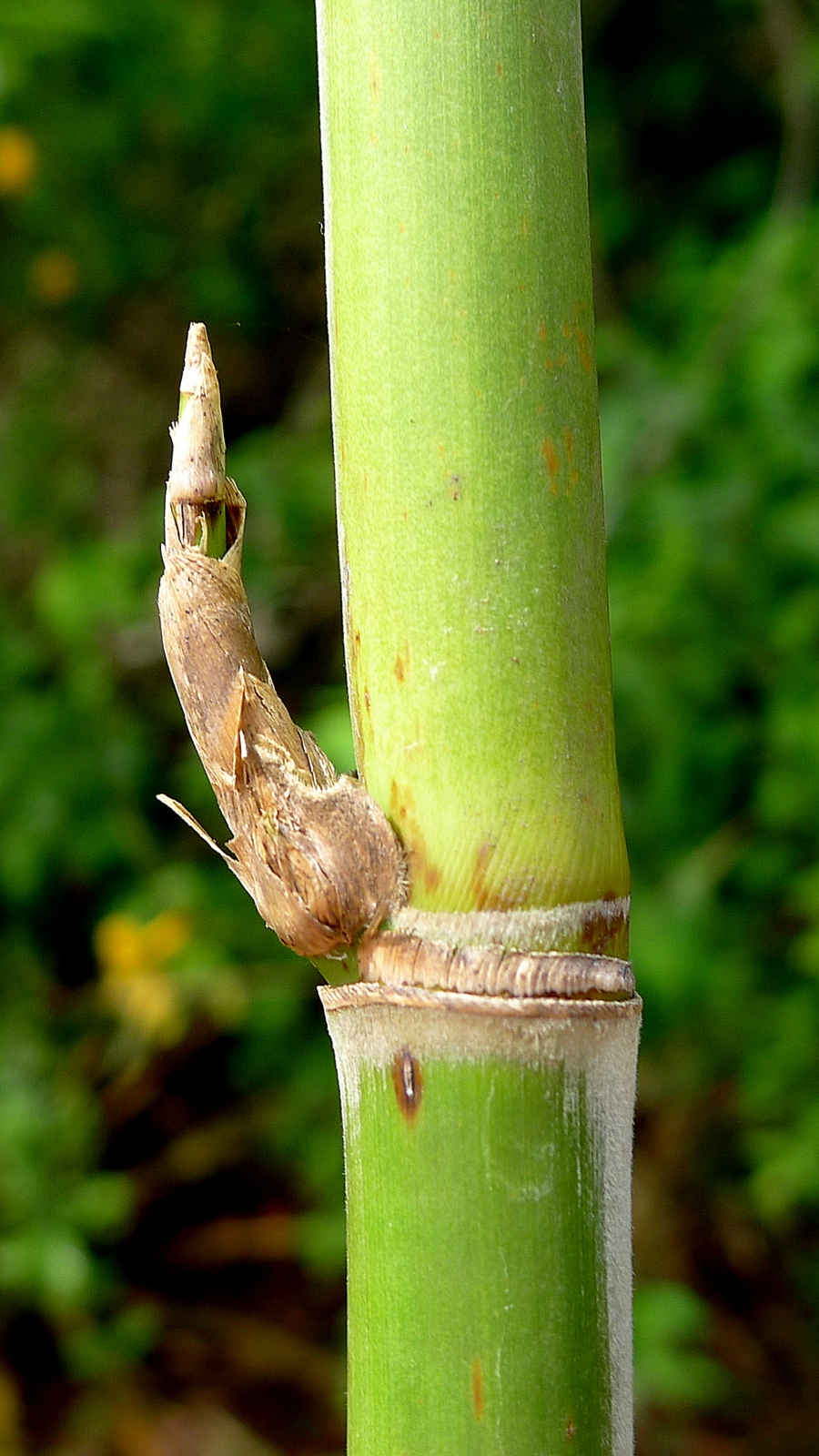
Guadua paniculata
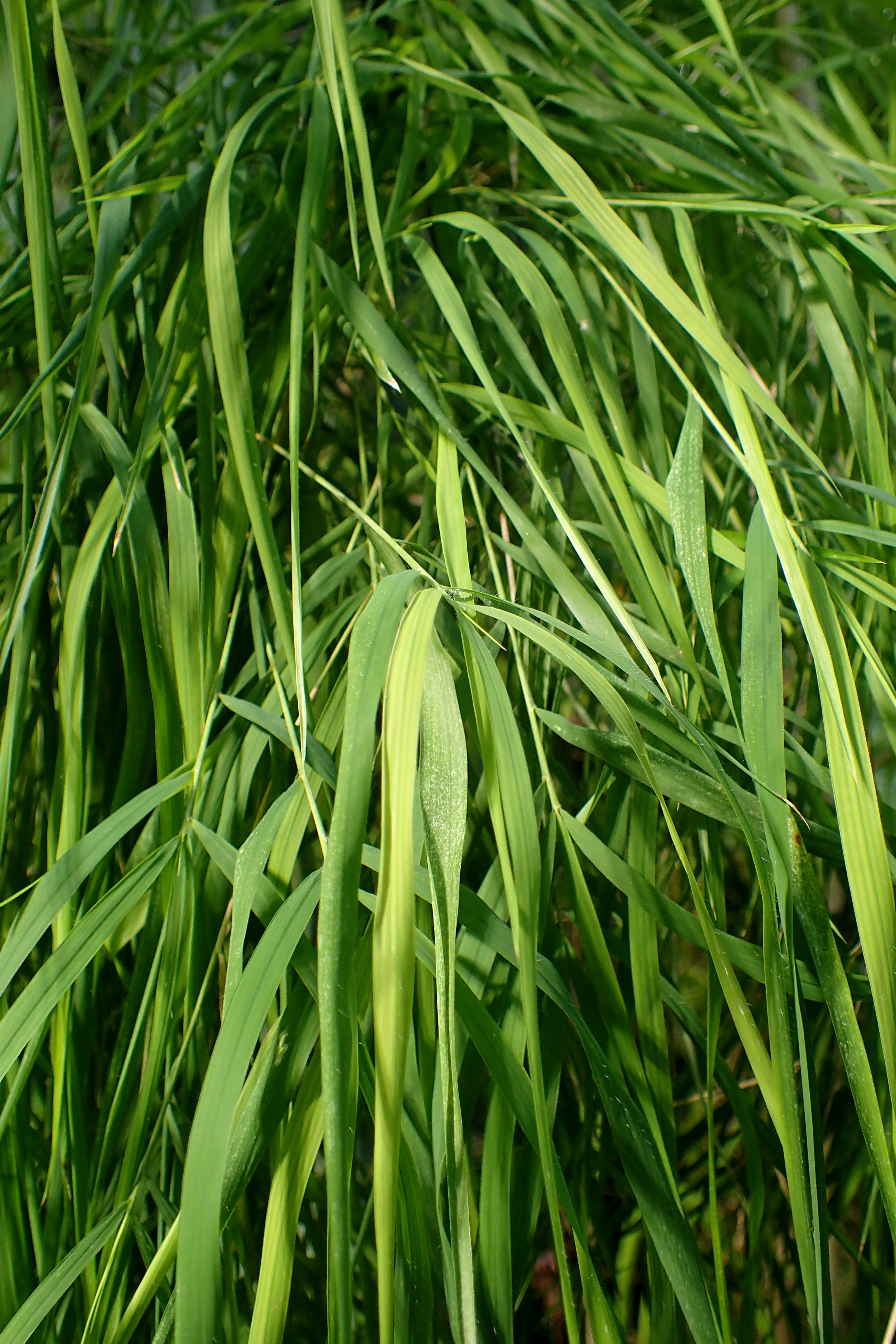
Otatea acuminata

Sottotribù Bambusinae

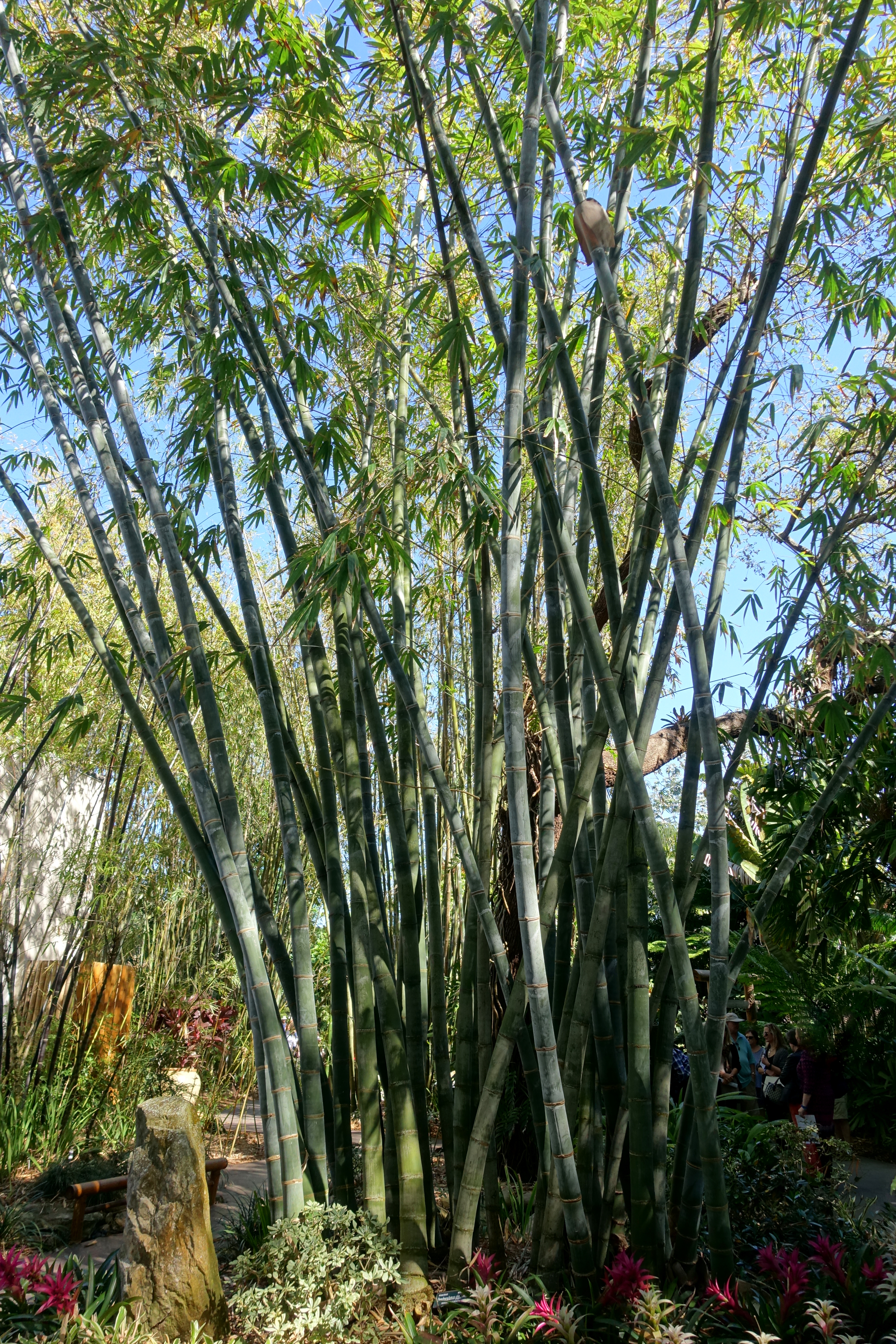
Dendrocalamus giganteus
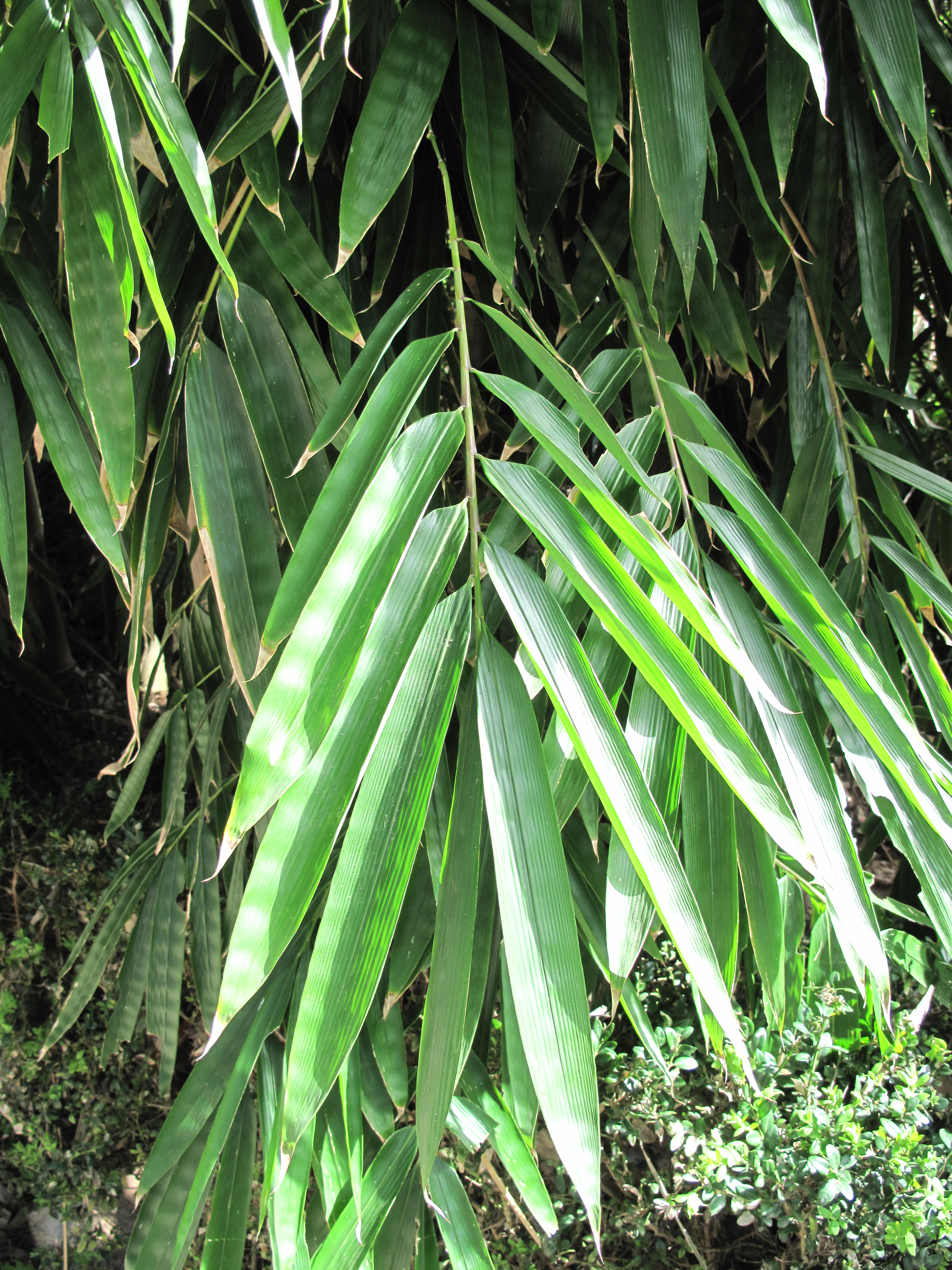
Dendrocalamus asper
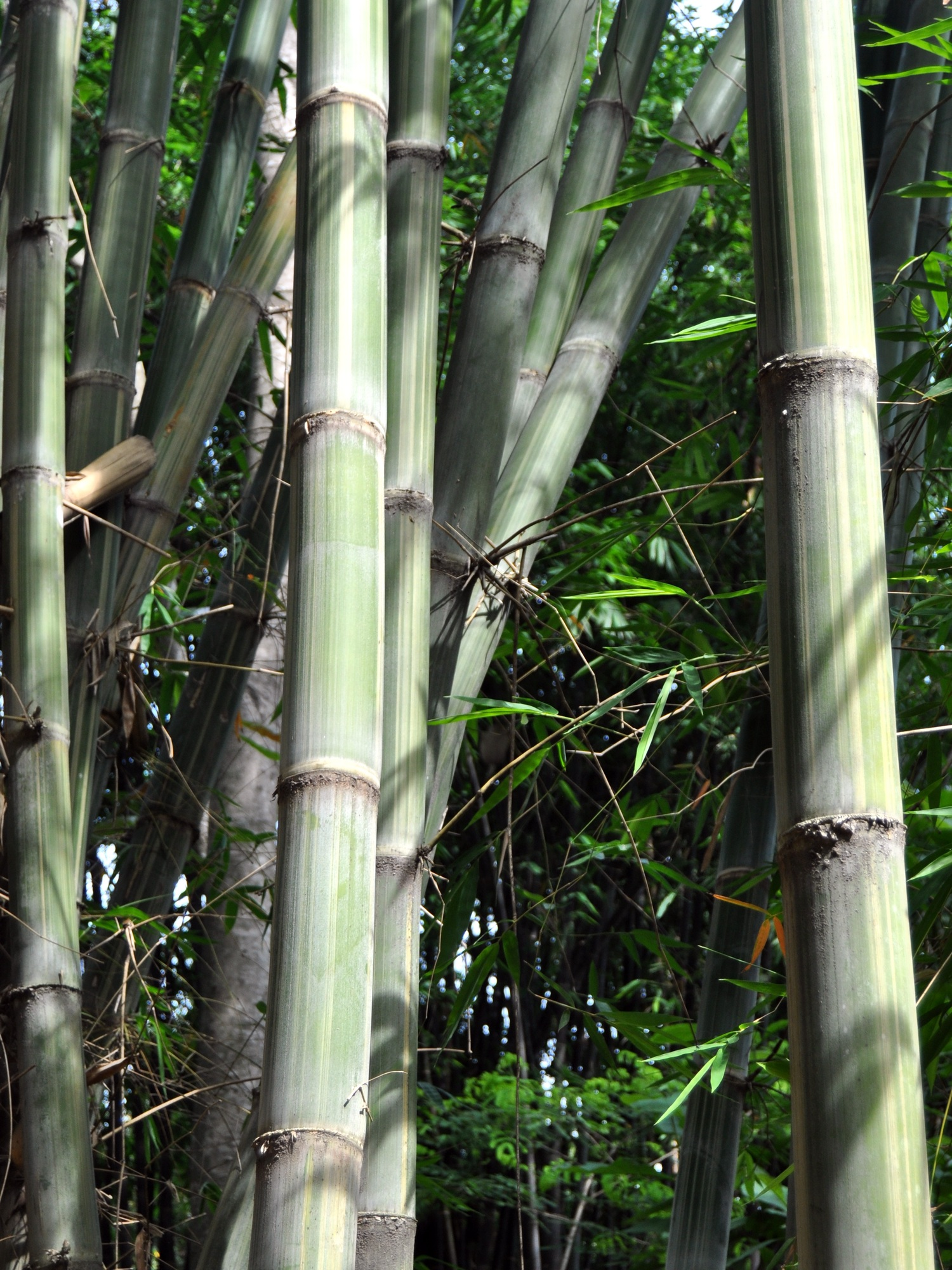
Gigantochloa verticillata
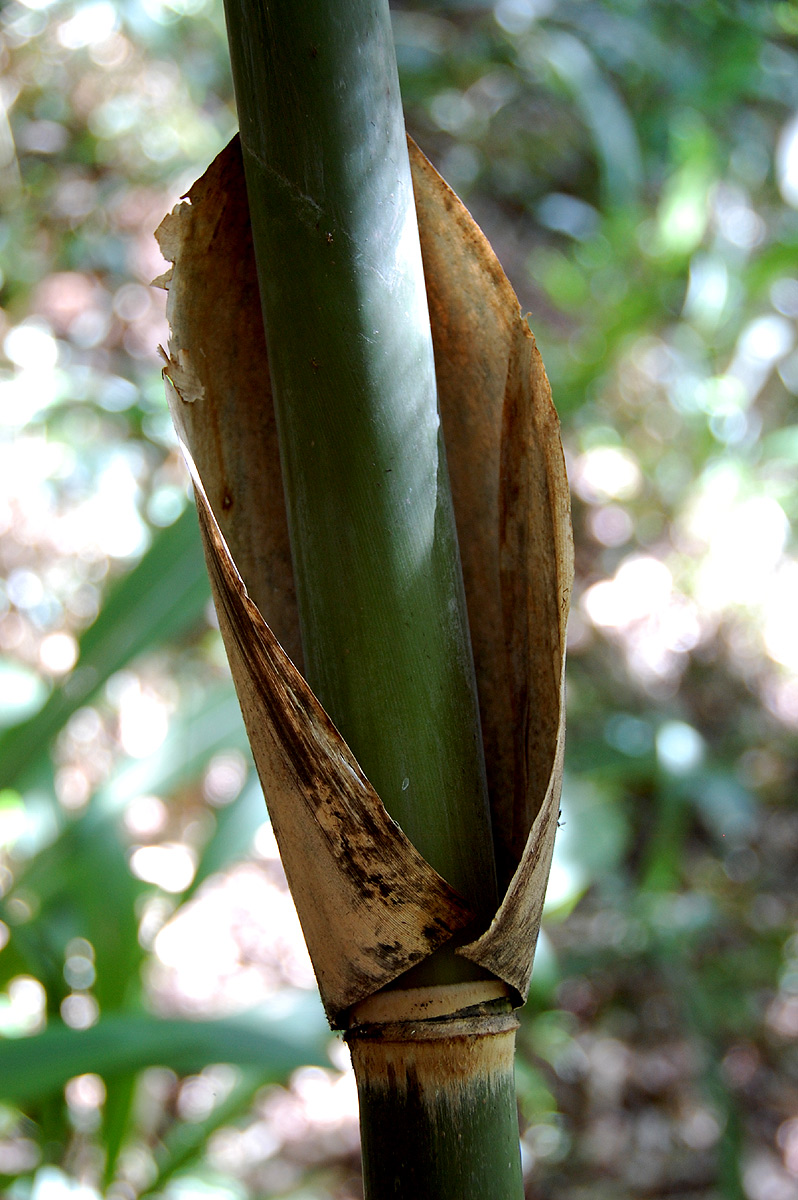
Oreobambos buchwaldii

Sottotribù Hickeliinae
- Nastus elatus

Sottotribù Melocanninae

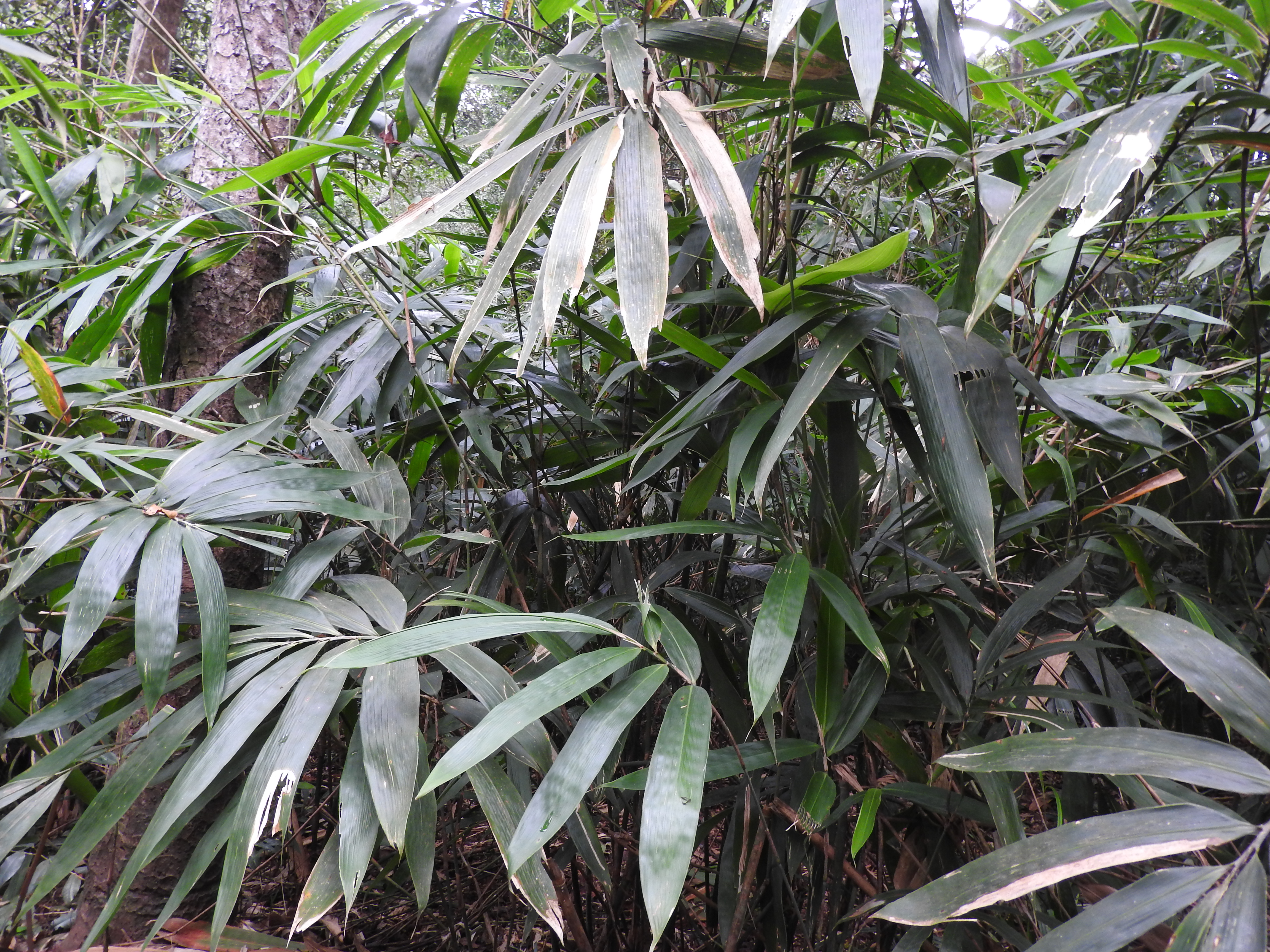
Ochlandra travancorica
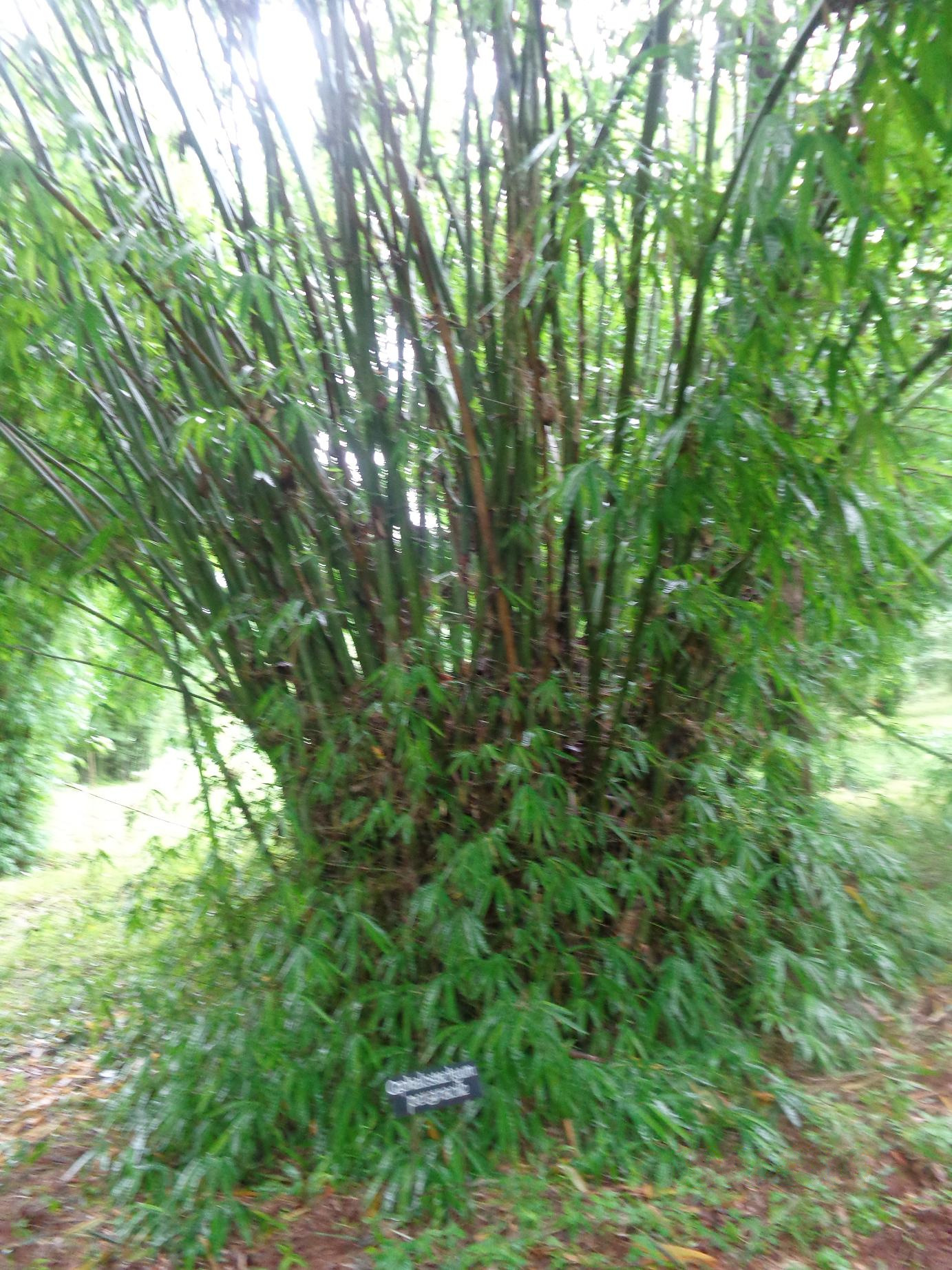
Cephalostachyum pergracile
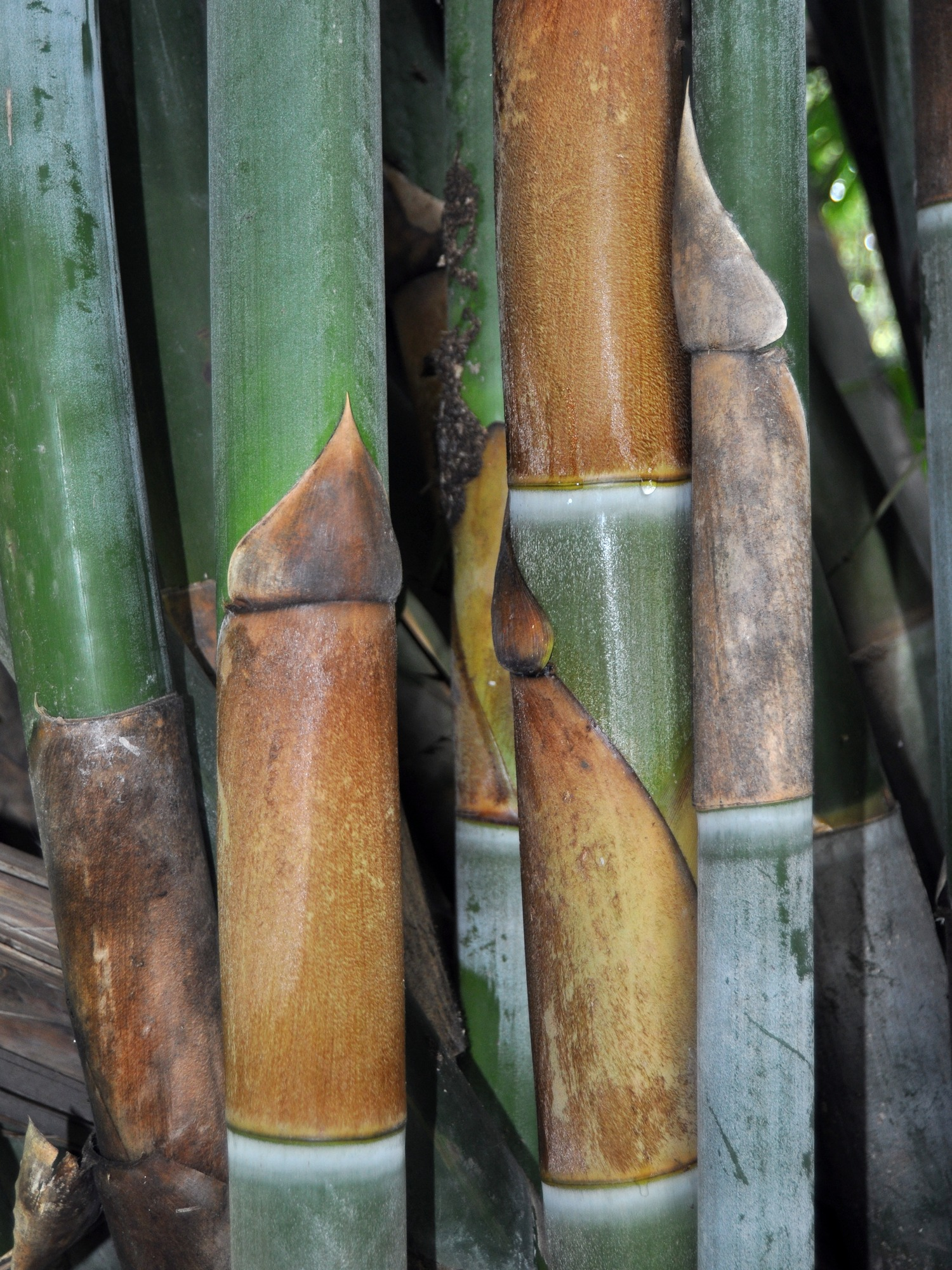
Schizostachyum brachycladum
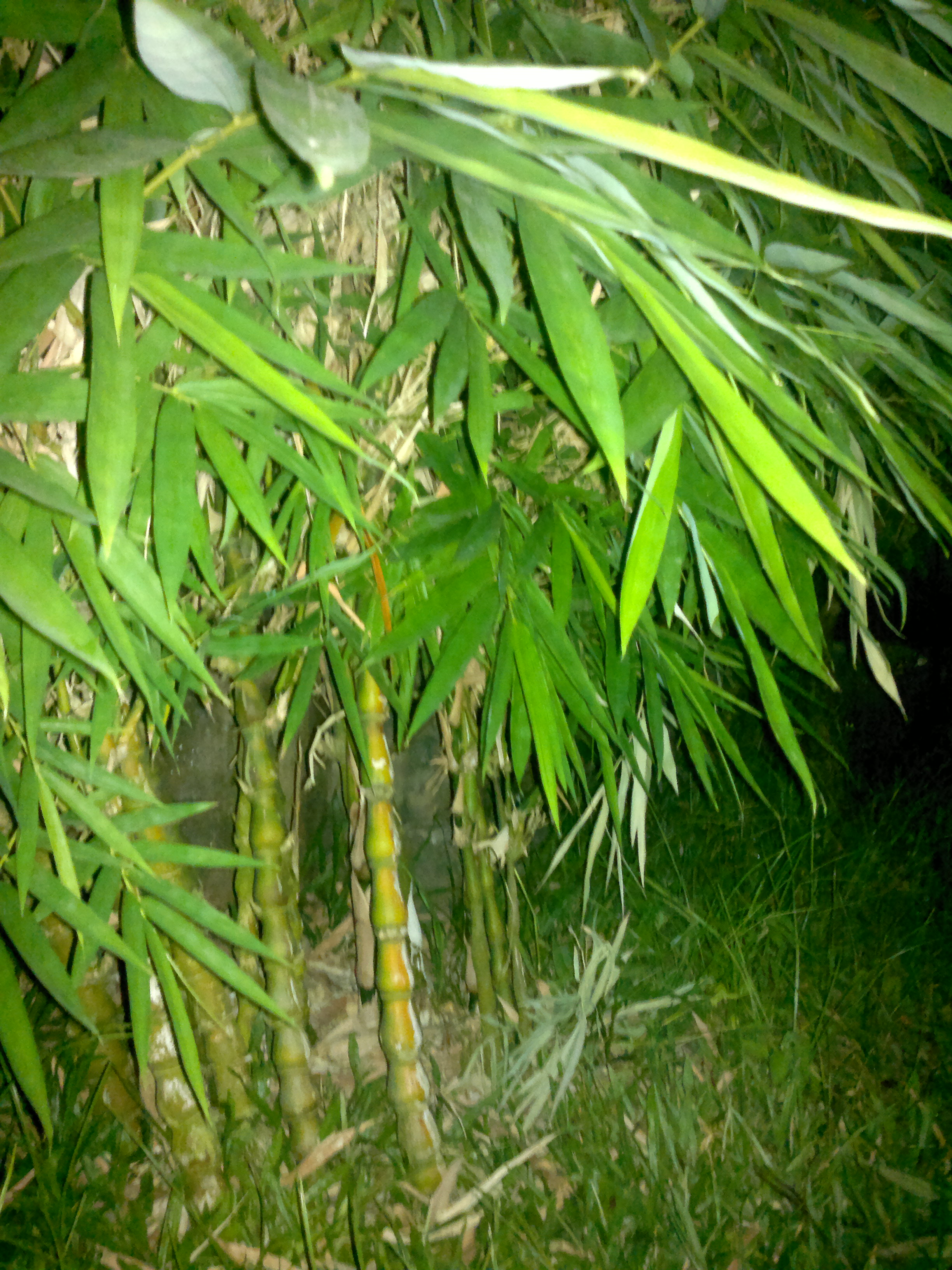
Ochlandra scriptoria